# Danh sách Hoàng hậu La Mã và Đông-Tây La Mã
Dưới đây là danh sách hoàng hậu của đế quốc La Mã cũng như hai nửa đế quốc kế thừa sau này là đế quốc Tây La Mã và đế quốc Đông Lã Mã.
Không có một tên gọi chính thức nào cho chức vụ hoàng hậu của các nhà nước La Mã cả. Các tên gọi sử dụng bao gồm augusta (Tiếng Hy Lạp: αὐγούστα, augoústa), từ dạng nữ của danh xưng hoàng gia augustus, hay caesaraea, từ dạng nữ của danh xưng hoàng gia caesar. Trong vương triều Đông La Mã sau này, từ được sử dụng đối với danh hiệu hoàng hậu là βᾰσῐ́λῐσσᾰ (basílissa), từ dạng nữ của danh xưng hoàng gia basileus hay αὐτοκράτειρα (autokráteira), Hi Lạp hoá từ Latin autocratix, từ dạng nữ của danh xưng hoàng gia autokrator (danh xưng biểu thị cho hoàng đế đơn nhất). Trong thế kỷ thứ 3, hoàng hậu La Mã còn được nhận các danh xưng tôn kính khác như māter castrōrum (người mẹ quân nhân) hay māter patriae (người mẹ tổ quốc). Vấn đề với những người mang danh xưng augusta là không phải là vị hoàng hậu nào cũng mang danh xưng này, với lại không chỉ hoàng hậu mà còn những người phụ nữ hoàng gia khác cũng mang danh xưng, ví dụ như mẹ, chị em cũng như tình nhân của hoàng đế cũng mang danh xưng trên.
Các hoàng hậu La Mã có thể tồn tại đồng thời cùng với nhau, tức có thể có 2 hay nhiều hơn là vợ của các hoàng đế La Mã ở trong cùng một thời điểm. Từ năm 230 đến năm 395, dù là một chính thể thống nhất, tuy nhiên về mặt hành chính thì đế quốc đã chia thành hai nửa là Đông và Tây La Mã (sau năm 395 thì chia tách hoàn toàn). Các hoàng hậu theo đó cũng đi theo các nhánh kế vị triều đại riêng cho mình theo các nhánh triều đại hoàng đế khác nhau. Hoàng hậu cuối cùng ở phía Tây là của Julios Nepos, còn ở phía đông là vợ thứ hai của Ioannes VIII Palaiologos. Các hoàng hậu Đông La Mã sau này còn có danh xưng δέσποινα (déspoina), từ dạng nữ của danh xưng despotes (chuyên chúa quốc).
Mặc dù quyền lực chính trị của các hoàng hậu chưa bao giờ được xác định, nhưng người ta thường chấp nhận rằng lễ đăng quang của họ, được thực hiện sau lễ đăng quang của chồng họ cho phép họ có được một số quyền về chính trị nhất định. Thông thường, nhiệm vụ chính của họ là giám sát việc tổ chức các nghi lễ tại triều đình cũng như tham gia vào các công việc của triều đình và tôn giáo. Mặc dù quyền lực chính trị thường chỉ được trao cho hoàng đế, nhưng các hoàng hậu có thể có được quyền lực đáng kể với tư cách là nhiếp chính hoàng đế nếu họ còn nhỏ hoặc khi chồng của họ vắng mặt. Mặc dù họ bị ràng buộc bởi mong muốn và tính khí của chồng mình, nhưng các hoàng hậu đôi khi cũng có thể trở thành những người đồng nhiếp chính có ảnh hưởng. Trong một số trường hợp, các hoàng đế củng cố tính hợp pháp của họ thông qua việc kết hôn với con gái của một vị hoàng đế trước đó. Trong những trường hợp như vậy, các vị hoàng hậu đôi khi nhấn mạnh tính hợp pháp của triều đại của họ lớn hơn tính hợp pháp của chồng họ nhằm xây dựng được ảnh hưởng lớn đối với đế quốc. Một số hoàng hậu hay hoàng tế có ảnh hưởng, chẳng hạn như Theodora, vợ của Justinian I và Euphrosyne, vợ của Alexios III, đã tổ chức các tòa án của riêng họ. Các nữ hoàng tự mình cai trị một cách độc lập, chẳng hạn như Irene và Zoë Porphyrogenita, đôi khi sử dụng các danh hiệu nam giới như basileus và autokrator để thể hiện quyền lực của họ.

## Danh sách Hoàng hậu La Mã

### Thời kỳ Nguyên thủ (27 TCN – 284)

#### Triều Julio-Claudian (27 TCN – 68)
| Tên (Sinh – mất)                                                         | Chân dung   | Thời gian hậu vị                          | Ghi chú Con cái | Hoàng đế | Ct                |
| ------------------------------------------------------------------------ | ----------- | ----------------------------------------- | --- | -------- | ----------------- |
| Livia Drusilla (30 tháng 9 năm 59 TCN – 29)                              | không khung | 16 tháng 1 năm 27 TCN – 19 tháng 8 năm 14 | Được biết đên với cái tên khác là Julia Augusta sau khi được nhận làm con nuôi của gia tộc Julian. Là con của nghị sĩ viện nguyên lão là Marcus Livius Drusus Claudianus và vợ là Alfidia. Có một lần kết hôn trước khi tái giá với Augustus vào năm 38 TCN. Chỉ mang thai một lần duy nhất với Augustus nhưng bị sảy thai. Được phong thần bởi Claudius sau khi qua đời. Không có con. | Augustus | [ 2 ]             |
| Orestilla (20 TCN – ?)                                                   | không khung | Năm 37 (1 khoảng thời gian ngắn)          | Vợ hai của Caligula. Bị ép phải ly hôn với người chồng vừa mới cưới là Gaius Calpurnius Piso để lấy Caligula, có lẽ là ngay sau tiệc cưới của bà với ông này (theo Dio và Sertonius). Ly hôn không lâu sau đó và bị phạt thông dâm với chồng cũ với hình phạt là đày ra đảo xa. Không có con.                                                                                           | Caligula | [ 4 ] [ 5 ] [ 6 ] |
| Lollia Paulina (15 TCN – 49)                                             | không khung | Năm 38 (Vài tháng)                        | Con gái của Marcus Lollius. ban đầu kết hôn với Publius Memmius Regulus. Bị ép phải tự tử, có lẽ chủ mưu là Agrippina Trẻ liên quan đến việc bà là đối thủ cạnh tranh của Agrippa Trẻ nhằm trở thành làm vợ của hậu đế Claudius, theo Tacitus. Không có con. | Caligula | [ 4 ] [ 5 ] [ 6 ] |
| Milonia Caesonia (15 TCN – 49)                                           | không khung | Mùa hè năm 39 – 24 tháng 1 năm 41         | Kết hôn với một người khác trước khi trở thành tình nhân của Caliluga. Bị sát thủ giết chết cùng con là Julia Drusilla sau khi Caligula bị ám sát khoảng một giờ. 1. Julia Drusilla | Caligula | [ 4 ] [ 5 ] [ 6 ] |
| Valeria Messalina (25 tháng 7 năm 17/20 – 48)                            | không khung | 24 tháng 1 năm 41 – 48                    | Con gái của Marcus Valerius Messalla Barbatus và Domitia Lepida Trẻ. Là vợ thứ ba của Claudius. Bà bị bắt gặp là ngoại tình cùng Gaius Silius và phải chịu hình phạt xoá kí ức (Tiếng La tinh: damnatio memoriae). 1. Claudia Octavia 2. Britannicus | Claudius | [ 7 ]             |
| Agrippina Trẻ Julia Agrippina (6 tháng 11 năm 14/15 – 23 tháng 3 năm 59) | không khung | 24 tháng 1 năm 41 – 13 tháng 10 năm 54    | Con gái của Germanicus và Agrippina Cả. Nhận tước hiệu augusta năm 50. Mất 4 năm sau đó trong một tình huống không rõ ràng. 1. Nero | Claudius | [ 8 ]             |
| Claudia Octavia (39/40 – 9 tháng 6 năm 62)                               | không khung | 13 tháng 10 năm 54 – 9 tháng 6 năm 62     | Con gái cuả Claudius và Valeria Messalina. Sau bị lưu đày và xử tử. Không có con. | Nero     | [ 9 ]             |
| Poppaea Sabina (30/32 – 65)                                              | không khung | 62 – 65                                   | Con gái cuả quan quốc khố La Mã là Titus Ollius và Poppaea Sabina Cả. Lần kết hôn với Nero là lần tái giá thứ hai của bà sau các lần kết hôn với Rufrius Crispinus và hoàng đế tương lai trong năm Tứ đế là Otho. Nhận tước hiệu augusta không lâu sau khi sinh Claudia vào năm 63. Mất khi đang mang thai. Bà được phong thần sau khi mất. 1. Claudia Augusta                          | Nero     | [ 9 ]             |
| Statilia Messalina (k. 35 – sau năm 68)                                  | không khung | 66 – 9 tháng 6 năm 68                     | Con gái cuả Titus Statilius Taurus (IV). Lần kết hôn với Nero là lần tái giá thứ nhất của bà, sau khi ông bức tử chồng trước và cũng là chồng đầu của bà là Marcus Julius Vestinus Atticus. Chịu hình phạt xoá kí ức. Không có con. | Nero     | [ 9 ]             |

#### Năm Tứ đế và triều Flavian (69 – 96)
| Tên (Sinh – mất)                                | Chân dung   | Thời gian hậu vị                      | Ghi chú Con cái | Hoàng đế   | Ct     |
| ----------------------------------------------- | ----------- | ------------------------------------- | --- | ---------- | ------ |
| Galeria Fundana (k. 40 – sau năm 69)            | không khung | 19 tháng 4 – 20 tháng 12 năm 69       | Con của pháp quan, có thể có liên quan đến Publius Galerius Trachalus. Vợ thứ hai của Vitellius. 1. Vitellius Germanicus 2. Vitellia | Vitellius  | [ 10 ] |
| Domitia Longina (11 tháng 5 năm 50/55 – k. 126) | không khung | 14 tháng 9 năm 81 – 18 tháng 9 năm 96 | Con gái của tướng Gnaeus Domitius Corbulo với Cassia Longina. Cuộc hôn nhân với Domitianus là cuộc hôn nhân thứ hai sau cuộc hôn nhân với nghị sĩ viện nguyên lão là Lucius Aelius Aelianus. Mang danh xưng augusta sau khi kết hôn với Domitianus.. 1. Flavius Caesar 2. Flavia | Domitianus | [ 11 ] |

#### Triều Nervan-Antonian (98 – 192)
Tất cả các hoàng hậu thời kỳ này đều nhận được tước hiệu augusta.
| Tên (Sinh – mất)                                                       | Chân dung   | Thời gian hậu vị                         | Ghi chú Con cái | Hoàng đế        | Ct     |
| ---------------------------------------------------------------------- | ----------- | ---------------------------------------- | --- | --------------- | ------ |
| Pompeia Plotina (k. 70 (?) – 121/122/k. 123)                           | không khung | 28 tháng 1 năm 98 – 7/11 tháng 8 năm 117 | Con gái của Lucius Pompeius, nhận danh xưng augusta khoảng năm 102. Phong thần sau khi mất Không có con. | Traianus        | [ 12 ] |
| Vibia Sabina (k. 85 – k. 137)                                          | không khung | 11 tháng 8 năm 117 – 10 tháng 7 năm 138  | Con gái của quan chấp chính Lucius Vibius Sabinus và Salonia Matidia, nhận danh xưng augusta khoảng năm 119. Phong thần sau khi mất Không có con. | Hadrianus       | [ 13 ] |
| Faustina Cả Annia Galeria Faustina (k. 97 – cuối năm 140)              | không khung | 10 tháng 7 năm 138 – cuối năm 140        | Con gái của Marcus Annius Verus Cả và Rupilia Faustina, nhận danh xưng augusta khoảng năm 130. Phong thần sau khi mất 1. Marcus Aurelius Fulvius Antoninus 2. Marcus Galerius Aurelius Antoninus 3. Aurelia Fadilla 4. Tiểu Annia Galeria Faustina/Faustina Trẻ | Antoninus Pius  | [ 15 ] |
| Faustina Trẻ Annia Galeria Faustina (k. 130 – k. 176)                  | không khung | 7 tháng 3 năm 161 – 175                  | Con gái của Antoninus Pius và Faustina Cả, nhận danh xưng augusta ngày 1 tháng 12 năm 147. Phong thần sau khi mất 1. Domitia Faustina 2. Titus Aelius Antoninus 3. Titus Aelius Aurelius 4. Annia Aurelia Galeria Lucilla 5. Gemellus Lucillus 6. Aurelia (?) 7. Tiberius Aelius Antoninus (?) 8. Hadrianus 9. Annia Aurelia Galeria Faustina 10. Aurelius (?) 11. Annia Aurelia Fadilla 12. Tiểu Annia Cornificia Faustina 13. Titus Aurelius Fulvus Antoninus 14. Commodus 15. Marcus Annius Verus Caesar 16. Vibia Aurelia Sabina | Marcus Aurelius | [ 16 ] |
| Lucilla Annia Aurelia Galeria Lucilla (7 tháng 3 năm 149 – k. 181/182) | không khung | 163 (?)/164 – 169                        | Con gái của hoàng đế Marcus Aurelius và Faustina Trẻ, nhận danh xưng augusta trong lễ cưới với đồng hoàng đế Lucius Verus năm 164. Tham gia ám sát Commodus năm 182 nhưng thất bại và bị đày ra đảo Capri. Bị lính centurio do Comodus gửi ra sát hại cuối năm. 1. Aurelia Lucilla 2. Lucilla Plautia 3. Lucius Verus | Lucius Verus    | [ 17 ] |
| Bruttia Crispina (164 – 191)                                           | không khung | 178 – 191/2                              | Con gái của quan chấp chính Gaius Bruttius Praesens và Valeria, nhận danh xưng augusta trong lễ cưới Commodus mùa hè năm 178. Bị cáo đày ra đảo Capri vì bị cáo buộc ngoại tình và bị xử tử ngay sau đó. Chịu hình phạt xoá kí ức. Không có con. | Commodus        | [ 18 ] |

#### Năm ngũ đế (193)
Tất cả các hoàng hậu thời kỳ này đều nhận được tước hiệu augusta.
| Tên (Sinh – mất)         | Chân dung   | Thời gian hậu vị               | Ghi chú Con cái | Hoàng đế        | Ct            |
| ------------------------ | ----------- | ------------------------------ | --- | --------------- | ------------- |
| Flavia Titiana (? – ?)   | không khung | 1 tháng 7 – 28 tháng 3 năm 193 | Con gái của quan chấp chính Titus Flavius Claudius Sulpicianus. Số phận không rõ ràng; có vẻ như bà đã được tha bổng cùng các con của mình. 1. Publius Helvius Pertinax 2. Helvia | Pertinax        | [ 19 ] [ 20 ] |
| Manlia Scantilla (? – ?) | không khung | 28 tháng 3 – 1 tháng 6 năm 193 | Nhận danh xưng augusta cùng con gái sau khi chồng bà là Didius Julianus trở thành hoàng đế. 1. Didia Clara                                                                        | Didius Iulianus | [ 21 ]        |

#### Triều Severan (193 – 227)
Tất cả các hoàng hậu thời kỳ này đều nhận được tước hiệu augusta trong hoặc sau khi kết hôn một khoảng thời gian.
| Tên (Sinh – mất)                                                       | Chân dung   | Thời gian hậu vị                             | Ghi chú Con cái | Hoàng đế          | Ct     |
| ---------------------------------------------------------------------- | ----------- | -------------------------------------------- | --- | ----------------- | ------ |
| Julia Domna (Tháng 10/12 khoảng năm 170 – Tháng 4 năm 217)             | không khung | 1 tháng 6 năm 193 – 4 tháng 2 năm 217        | Con gái út của đại tư tế Julius Bassianus, quan tư tế hoạt động trong đền thờ thần Elagabalus. Nhận danh xưng augusta ngày 1 tháng 6 năm 193, phong thần sau khi mất. Sau năm 211 bà giữ thêm tước hiệu mater castrorum et senatus et patriae (Tạm dịch: Người mẹ quân nhân, viện nguyên lão và tổ quốc). 1. Lucius Septimius Bassianus 2. Publius Septimius Geta | Septimius Severus | [ 22 ] |
| Publia Fulvia Plautilla (? – 211)                                      | không khung | 9/15 tháng 4 năm 202 – k. 22 tháng 1 năm 205 | Con gái của Gaius Fulvius Plautianus. Ly hôn sau khi cha bị xử tử, bị chồng cũ ám sát năm 221, chịu hình phạt xoá ký ức.. Có thể có một người con gái. | Caracalla         | [ 23 ] |
|                                                                        |             |                                              | |                   |        |
| Nonia Celsa (?) (? – ?)                                                | không khung | 217 – 218 (?)                                | Sự tồn tại của bà có thể chỉ là giả tưởng. 1. Diadumenian | Macrinus          | [ 24 ] |
|                                                                        |             |                                              | |                   |        |
| Julia Cornelia Paula (? – ?)                                           | không khung | k. 220 (ít hơn 1 năm)                        | Gốc gác quý tộc. Bị chồng ly dị Không có con. | Elagabalus        | [ 25 ] |
| Julia Aquilia Severa (? – ?)                                           | không khung | 220 – 221                                    | Trinh nữ Vestal có nguồn gốc quý tộc. Hai lần kết hôn của bà với Elabagus đều rất ngắn ngủi. Mang các danh xưng augusta, mater castrorum, senatus ac patriae. Không có con. | Elagabalus        | [ 25 ] |
| Annia Faustina Annia Aurelia Faustina (201 – k. 222)                   | không khung | k. 221 (Vài tháng)                           | Con gái của Tiberius Claudius Severus Proculus. Ly hôn sau khi kết hôn một thời gian ngắn. Không có con. | Elagabalus        | [ 25 ] |
| Julia Aquilia Severa (? – ?)                                           | không khung | 221 – 222                                    | Trinh nữ Vestal có nguồn gốc quý tộc. Hai lần kết hôn của bà với Elabagus đều rất ngắn ngủi. Mang các danh xưng augusta, mater castrorum, senatus ac patriae. Không có con. | Elagabalus        | [ 25 ] |
| Sallustia Orbiana Gnaea Seia Herennia Sallustia Barbia Orbiana (? – ?) | không khung | 225 – 227                                    | Con gái của Lucius Seius Herennius Sallustius. Bà bị chồng ly hôn đột ngột với lý do không rõ và bị đày đến châu Phi. Không có con. | Alexander Severus | [ 29 ] |

#### Khủng hoảng thế kỷ thứ ba (235 – 285)
Tất cả các hoàng hậu thời kỳ này đều nhận được tước hiệu augusta.
| Tên (Sinh – mất)                                                           | Chân dung   | Thời gian hậu vị                         | Ghi chú Con cái                                                                                       | Hoàng đế        | Ct                   |
| -------------------------------------------------------------------------- | ----------- | ---------------------------------------- | --- | --------------- | -------------------- |
| Caecilia Paulina (? – 235/236)                                             | không khung | Năm 235 (?; 1 khoảng thời gian ngắn (?)) | Gần như có rất ít thông tin về bà. Phong thần bởi chồng sau khi bà mất. 1. Gaius Julius Verus Maximus | Maximinus Thrax | [ 30 ]               |
| Fabia Orestilla (?) (k.165 – ?)                                            | không khung | Năm 238 (?; 22 ngày (?))                 | Sự tồn tại của bà có thể chỉ là giả tưởng. 1. Gordian II (?) 2. Antonia Gordiana (?)                  | Gordianus I     | [ 31 ]               |
| Tranquillina Furia Sabinia Tranquillina (k. 225 – sau năm 244)             |             | 12 tháng 5 (?) 241 – k. Tháng 2 năm 244  | Con gái của Gaius Furius Sabinius Aquila Timesitheus; số phận không rõ. 1. Furia Antonia              | Gordianus III   | [ 32 ]               |
| Marcia Otacilia Severa (? – ?)                                             |             | 244 – 248 (?)                            | Có lẽ là con gái của Otacilius Severus hoặc Severianus; số phận không rõ. 1. Philippus II             | Philippus I     | [ 33 ]               |
| Herennia Etruscilla Herennia Cupressenia Etruscilla (k. 225 – sau năm 244) |             | 249 – 251                                | Có lẽ là con gái của gia tộc người Etruria; số phận không rõ. 1. Herennius Etruscus 2. Hostilian      | Decius          | [ 34 ]               |
| Gaia Cornelia Supera (? – ?)                                               |             | 253 (3 tháng)                            | Chỉ biết qua tiền đúc. Không có con.                                                                  | Aemilianus      | [ 35 ]               |
| Cornelia Salonina (? – 268 (?))                                            |             | 253 – 268                                | Cuộc đời không rõ ràng. 1. Valerianus 2. Saloninus 3. Marinianus                                      | Gallienus       | [ 36 ]               |
| Ulpia Severina (? – ?)                                                     |             | Khoảng năm 270 – Tháng 9/10 năm 275      | Chỉ biết qua tiền đúc và chữ. 1. Domitica (Tên có thể không đúng)                                     | Aurelianus      | [ 37 ] [ 38 ] [ 39 ] |
| Magnia Urbica (? – ?)                                                      |             | 283 – 285                                | Chỉ biết qua tiền đúc. 1. Nigrinianus (Tranh cãi, ông có thể được nhận nuôi)                          | Carinus         | [ 40 ] [ 41 ]        |
| Arria (?) (? – ?)                                                          | —           | 283 – 284                                | Có thể là con của Lucius Flavius Aper. Không có con.                                                  | Numerianus      | [ 41 ]               |

### Thời kỳ quân chủ (284 – 395)

#### Tứ đầu chế (284 – 324)
| Tên (Sinh – mất)                                           | Chân dung | Thời gian hậu vị                          | Ghi chú Con cái | Hoàng đế          | Ct            |
| ---------------------------------------------------------- | --------- | ----------------------------------------- | --- | ----------------- | ------------- |
| Prisca (Khoảng tháng 5 năm 273 – Khoảng 8 tháng 7 năm 315) | (?)       | 20 tháng 11 năm 284 – 1 tháng 5 năm 305   | Theo đạo Cơ đốc, sống ẩn dật sau khi Diocletian thoái vị. Bị Maximinus Daia đày đến Syria và sau đó là bị Licinius xử tử trong cuộc nội chiến Tứ đầu chế, có thể là vào năm 315. 1. Valeria | Diocletianus      | [ 42 ] [ 43 ] |
| Eutropia (? – sau năm 325)                                 |           | 1 tháng 4 năm 286 – 1 tháng 5 năm 305     | Gốc Syria. 1. Maxentius 2. Fausta | Maximianus        | [ 44 ]        |
| Galeria Valeria (? – 315)                                  |           | 1 tháng 5 năm 305 – Tháng 5 năm 311       | Con của Diocletianus và Prisca, kết hôn sau khi chồng nhận tước hiệu ceasar vào năm 395. Có các danh xưng augusta và mater castrorum, được nhận tháng 11 năm 308. Được Maximinus hứa hôn nhưng không chấp nhận. Trốn cùng mẹ sau khi Maximinus qua đời do Galerius truy bắt; sau khi bị Galerius phát hiện thì bà cùng mẹ bị xử tử. Không có con. | Galerius          | [ 45 ] [ 46 ] |
| Flavia Maximiana Theodora (k. 275 – sau năm 337)           |           | 1 tháng 5 năm 305 – 25 tháng 7 năm 306    | Có lẽ là con gái của Eutrophia. 1. Flavius Dalmatius 2. Julius Constantius 3. Hannibalianus 4. Anastasia 5. Flavia Julia Constantia 6. Eutropia | Constantius I     | [ 45 ]        |
| Valeria Maximilla (? – sau năm 312)                        | (?)       | 28 tháng 10 năm 306 – 28 tháng 10 năm 312 | Con gái của Galerius với người vợ đầu tiên. 1. Valerius Romulus 2. Aurelius Valerius (Không rõ có đúng tên hay không) | Maxentius         | [ 47 ]        |
| Không rõ tên (? – ?)                                       | —         | 310 – 313 (?)                             | Có lẽ liên quan đến Galerius. 1. Maximus (Không rõ có đúng tên hay không) 2. Maximina (Không rõ có đúng tên hay không) | Maximinus II Daza | [ 48 ]        |
| Flavia Julia Constantia (Sau năm 293 – 330)                |           | 313 – 324                                 | Con gái của Constantius I với Flavia Maximiana Theodora; anh em cùng cha khác mẹ với Constantinus I. 1. Valerius Licinianus Licinius | Licinius          | [ 49 ]        |

#### Triều Constantine (306 – 363)
| Tên (Sinh – mất)                                      | Chân dung | Thời gian hậu vị                        | Ghi chú Con cái | Hoàng đế        | Ct            |
| ----------------------------------------------------- | --------- | --------------------------------------- | --- | --------------- | ------------- |
| Minervina (Sau năm 293 – 330)                         |           | 306 – 307 (?)                           | Theo Panegyrici Latini quyển IV ghi cho là vợ đầu của Constantinus I nhưng theo Aurelius Victor và Zosimos thì là vợ lẽ của ông. Bà có thể mất hoặc ly dị vào năm 307. 1. Crispus | Constantinus I  | [ 50 ]        |
| Fausta Flavia Maxima Fausta (k. 289 – mùa hè năm 326) |           | Tháng 3 năm 307 – Mùa hè năm 326        | Con gái của Maximian với Eutropia; nhận danh xưng augusta cùng với Helena năm 324, sau khi Constantinus giành thắng lợi trước Licinius. Xử tử vì nguyên nhân không rõ, sau khi Constantinus xử tử Crispus. 1. Constantina 2. Constantinus II 3. Constantius II 4. Constans I 5. Helena 6. Fausta | Constantinus I  | [ 51 ] [ 52 ] |
| Không rõ tên (? – ?)                                  | —         | 9 tháng 11 năm 337 – Tháng 4 năm 340    | Kết hôn trước năm 335. Cuộc đời không rõ ràng. Không có con. | Constantinus II | [ 53 ]        |
| Không rõ tên (? – k. 352/353)                         | —         | 337 – 353                               | Con của người chú kế Julius Constantius và vợ đầu là Galla; chị ruột của Constantius Gallus. Không có con. | Constantius II  | [ 54 ] [ 55 ] |
| Eusebia (? – 360)                                     |           | Khoảng năm 353 – 360                    | Gia đình gốc Hy Lạp, theo Julianus. Cha bà có thể là quan chấp chính Flavius Eusebius. Kết hôn đầu năm 353. Bà được ghi chép là mất trong khi đang sử dụng thuốc nhằm cố gắng có được khả năng sinh sản nhằm sinh con cho chồng vào khoảng trước năm 361. Không có con.                          | Constantius II  | [ 56 ] [ 55 ] |
| Faustina (? – ?)                                      | —         | ? tháng ? – 3 tháng 11 năm 361          | Kết hôn tại Antiochia năm 361. Có với nhau một người con duy nhất và sinh sau ngày Constantius II mất. Bà cùng con gái tham gia vào triều đình của kẻ tiếm vị của Procopius vào năm 365 tại Constantinopis. 1. Constantia                                                                        | Constantius II  | [ 57 ]        |
| Justina (lần thứ nhất) (k. 340 – k. 388)              | —         | Cuối năm 350 – 11 tháng 8 năm 353       | Con của thống đốc Justus. Kết hôn lần thứ nhất với Magnentius khi còn rất trẻ. Không có con. | Magnentius      |               |
| Helena (? – 360)                                      |           | 360 (Vài tháng)                         | Con của Constantinus Đại đế và người vợ thứ hai là Fausta. Tuyên bố hôn nhân với Julian sau khi ông này tuyên bố làm ceasar. Mất không lâu khi Julianus trở thành hoàng đế. Không có con. | Julianus        | [ 58 ] [ 59 ] |
|                                                       |           |                                         | |                 |               |
| Charito (? – ?)                                       |           | 27 tháng 6 năm 363 – 17 tháng 2 năm 364 | Là con của magister equitum Lucillianus, theo Ammianus và Zosimus. 1. Varronianus 2. Không rõ tên. (Chỉ được đề cập trong Philostorgius) | Jovianus        | [ 60 ]        |

#### Triều Valentinianic (364 – 383)
| Tên (Sinh – mất)                                    | Chân dung | Thời gian hậu vị                          | Ghi chú Con cái | Hoàng đế        | Ct            |
| --------------------------------------------------- | --------- | ----------------------------------------- | --- | --------------- | ------------- |
| Marina Severa (? – mất trước năm 375)               |           | 364 – 370                                 | Cuộc đời không rõ ràng. 1. Gratianus | Valentinianus I | [ 61 ] [ 62 ] |
| Justina (lần thứ hai) (k. 340 – k. 388)             | —         | Khoảng năm 370 – 375                      | Con của thống đốc Justus. Kết hôn lần thứ hai với Valentianus I trong hoàn cảnh không rõ ràng. 1. Valentinianus II 2. Galla 3. Grata 4. Justa | Valentinianus I | [ 58 ] [ 59 ] |
| Domnica (? – ?)                                     | —         | 28 tháng 3 năm 364 – 9 tháng 8 năm 378    | Con của pháp quan thái thú Petronius, mang danh xưng augusta. Sau khi chết là nhiếp chính trên thực tế ở phía Đông đế quốc và chỉ huy quân phòng thủ Constantinople chống lại tộc Goth cho đến khi Theodosius I đến. 1. Anastasia 2. Carosa 3. Valentinianus Galates | Valens          | [ 63 ] [ 64 ] |
| Constantia (Đầu năm 362 – Trước 25 tháng 8 năm 383) |           | Khoảng năm 374 – Trước 25 tháng 8 năm 383 | Con của Constantius II và Faustina. Không có con. | Gratianus       | [ 49 ]        |
| Laeta (? – ?)                                       | —         | ? tháng ? – Trước 25 tháng 8 năm 383      | Con của Pissamena, theo Zosimus. Cũng theo ông này, bà tham gia tiếp tế lương thực cho thành Roma trong cuộc tấn công đầu tiên của người Visigoth dưới quyền Alaric vào thành phố này. Không có con.                                                                 | Gratianus       | [ 65 ]        |

#### Triều Theodosian (364 – 383)
Tất cả các hoàng hậu thời kỳ này đều nhận được tước hiệu augusta, ngoại trừ Galla, Elen, và Thermantia.
| Tên (Sinh – mất)                                           | Chân dung               | Thời gian hậu vị                         | Ghi chú Con cái | Hoàng đế                | Ct                   |
| ---------------------------------------------------------- | ----------------------- | ---------------------------------------- | --- | ----------------------- | -------------------- |
| Aelia Flaccilla Aelia Flavia Flaccilla (356 – Đầu năm 386) |                         | 19 tháng 1 năm 379 – Đầu năm 386         | Gốc Hispania, theo Claudianus. Cưới Theodosius khoảng năm 375 – 376. Xưng augusta sau khi chồng lên ngôi năm 379. Sau bà cải đạo sang Công giáo. 1. Arcadius 2. Honorius 3. Pulcheria | Theodosius I            | [ 68 ] [ 69 ]        |
| Galla (? – 394)                                            | —                       | Cuối năm 387 (?) – 394                   | Con của Valentinianus I và người vợ thứ hai của ông là Justina. Kết hôn khoảng cuối năm 387. Mất trong khi sinh con, theo Zosimus. 1. Gratian 2. Galla Placidia 3. Ionus | Theodosius I            | [ 70 ] [ 69 ]        |
| Không rõ tên (? – ?)                                       | —                       | 25 tháng 8 năm 383 – 28 tháng 8 năm 388  | Được cho là thánh Elen trong truyền thuyết của một số dân tộc thuộc quần đảo Anh. Tất cả những người con dưới đây đều được cho là của bà với Magnus Maximus, nhưng vẫn thiếu bằng chứng để khẳng định.1. Anwn Dynod 2. Peblig 3. Flavius Victor 4. Sevira 5. Owain Finddu | Magnus Maximus          | [ 71 ]               |
| Eudoxia (? – 6 tháng 10 năm 404)                           |                         | 27 tháng 4 năm 395 – 6 tháng 10 năm 404  | Con gái của tướng người Frank là Bato, không rõ danh tính người mẹ. Là người cai trị đế quốc trên thực tế từ ngày 9 tháng 1 năm 400, khi bà tuyên bố là một augusta sau khi loại bỏ ảnh hưởng của viên thị thần đầy quyền lực là Eutropius ra khỏi triều đình Đông La Mã. 1. Flacilla 2. Pulcheria 3. Arcadia 4. Marina 5. Theodosius | Arcadius (Đông)         | [ 72 ] [ 73 ]        |
| Maria (k. 385 – Tháng 2 năm 407)                           |                         | Khoảng tháng 2 năm 398 – Tháng 2 năm 407 | Con gái của magister militum Tây La Mã là Stilicho và Serena. Mất trong một lần sảy thai. Không có con. | Honorius (Tây)          | [ 74 ]               |
| Thermantia Aemilia Materna Thermantia (? – k. năm 386)     |                         | ? tháng ? – Khoảng tháng 8 năm 408       | Con gái khác của magister militum Tây La Mã là Stilicho và Serena. Ly hôn liên quan đến âm mưu hạ bệ Stilicho cũng như việc giết hại ông và sau đó là người anh em trai ruột Eucherius. Không có con. | Honorius (Tây)          | [ 75 ]               |
| Aelia Eudocia (k. 401 – 20 tháng 10 năm 460)               |                         | 7 tháng 6 năm 421 – 28 tháng 7 năm 450   | Gia đình gốc Hi Lạp: bố là Leontius, một triết gia Hi Lạp cổ và là nhà hùng biện tại Học viện Hi Lạp. Lúc nhỏ bà tên thật là Athenais, Eudocia chỉ là tên Công giáo sau khi kết hôn với Theodosius II. Tuyên bố tước hiệu augusta ngày 2 tháng 1 năm 432. 1. Licinia Eudoxia 2. Flaccilla 3. Arcadius 4. Arcadius | Theodosius II (Đông)    | [ 76 ] [ 77 ]        |
| Galla Placidia (388/389/392/393 – 27 tháng 10 năm 450)     |                         | 8 tháng 2 – 2 tháng 9 năm 421            | Con gái của Theodosius I và Galla. Cuộc hôn nhân với Constantius III là cuộc hôn nhân thứ hai sau cuộc hôn nhân đầu tiên có phần bất khả kháng với Athaulf (sau khi bị Athaulf bắt trong trận vây hãm Roma). Cuộc hôn nhân thứ hai cũng mang tính ép buộc khi bà bị Honorius ép kết hôn với Constantius vào ngày 1 tháng 1 năm 417. Can thiệp vào cuộc bầu chọn giáo hoàng năm 418 sau cái chết của giáo hoàng Zosimus. Bà tuyên bố augusta sau khi Constantius III lên ngôi nhưng không được Theodosius công nhận. Sau khi Constantius III mất thì bà phải chạy trốn sang Đông La Mã sau xung đột với quân của Honorius sau khi nghi ngờ mối quan hệ giữa Honorius và bà. Sau là nhiếp chính cho hoàng đế và cũng là người con nhỏ tuổi là Valentiniaus III. Mất tại Roma 1. Theodosius 2. Justa Grata Honoria 3. Valentinianus III | Constantius III (Tây)   | [ 78 ] [ 79 ]        |
| Licinia Eudoxia (422 – k. 450)                             |                         | 29 tháng 10 năm 437 – 16 tháng 3 năm 455 | Con của Theodosius II và Aelia Eudocia. Hứa hôn với người chú kế cùng họ nội là Valentinianus III năm 424. Năm 439 bà được phong augusta sau khi sinh đứa con gái Eudocia. Sau này bị ép kết hôn với Petronius Maximus. Bị bắt tại Rome và đưa tới Carthage cho đến năm 462, khi Leo I trả một khoản tiền để chuộc bà về. Mất tại Constantinopolis. - Với người chồng đầu tiên, bà có các con là:1. Eudocia 2. Placidia - Với người chồng thứ hai, bà được cho là không có con. | Valentinianus III (Tây) | [ 80 ]               |
| Licinia Eudoxia (422 – k. 450)                             | Petronius Maximus (Tây) | 29 tháng 10 năm 437 – 16 tháng 3 năm 455 | Con của Theodosius II và Aelia Eudocia. Hứa hôn với người chú kế cùng họ nội là Valentinianus III năm 424. Năm 439 bà được phong augusta sau khi sinh đứa con gái Eudocia. Sau này bị ép kết hôn với Petronius Maximus. Bị bắt tại Rome và đưa tới Carthage cho đến năm 462, khi Leo I trả một khoản tiền để chuộc bà về. Mất tại Constantinopolis. - Với người chồng đầu tiên, bà có các con là:1. Eudocia 2. Placidia - Với người chồng thứ hai, bà được cho là không có con. |                         | [ 80 ]               |
| Pulcheria (19 tháng 9 năm 388/389 – Tháng 7 năm 453)       |                         | 25 tháng 8 năm 450 – Tháng 7 năm 453     | Con thứ hai của Arcadius với Aelia Eudoxia. Nhiếp chính cho em trai Theodosius II và được ông này tuyên bố augusta vào ngày 4 tháng 8 năm 414 trước khi trở thành vợ của Marcianus (mặc dù vào thời điểm bà tuyên bố augusta, bà cùng chị là Arcadia tuyên bố là trong trắng, tuy vậy chỉ có Arcadia là giữ lời thề này). 1. Marcia Euphemia | Marcianus (Đông)        | [ 81 ] [ 82 ] [ 83 ] |

## Danh sách Hoàng hậu Tây La Mã sau năm 455
| Tên (Sinh – mất)                                     | Chân dung | Thời gian hậu vị                        | Ghi chú Con cái | Hoàng đế     | Ct     |
| ---------------------------------------------------- | --------- | --------------------------------------- | --- | ------------ | ------ |
| Marcia Euphemia (Nửa đầu thế kỷ thứ 5 – sau năm 472) |           | 12 tháng 4 năm 467 – 11 tháng 7 năm 472 | .Là đứa con gái duy nhất được biết của Marcianus với người vợ không rõ tên. Cưới Anthemius khoảng năm 453. Mang danh xưng augusta. 1. Alypia 2. Anthemiolus 3. Marcianus 4. Procopius Anthemius 5. Romulus                                                                | Anthemius    | [ 84 ] |
| Placidia (Trước năm 443 – Khoảng năm 484)            | —         | Tháng 4 – 2 tháng 11 năm 472            | Con của Valentinianus III và Licinia Eudoxia. Cưới Olybrius khoảng năm 454/455. Bị bắt bởi Genseric trong trận cướp phá Rome năm 455. Bà trở thành hoàng hậu Tây La Mã trong khi ở Constantinoplis cùng mẹ với người chị em ruột Eudocia và mất tại đó. 1. Anicia Juliana | Olybrius     | [ 85 ] |
| Không rõ tên (? – ?)                                 | —         | 24 tháng 6 năm 474 – 9 tháng 5 năm 480  | Có thể là cháu gái của hoàng đế Leo I của Đông La Mã nhưng có lẽ là có quan hệ gần hơn với hoàng hậu và cũng là vợ Leo I là Verina. Không rõ. | Julius Nepos | [ 86 ] |

## Danh sách Hoàng hậu Đông La Mã sau năm 455
Trong các triều đại Đông La Mã sau này, hầu như tất cả các nữ hoàng (trừ khi được ghi chú) đều nhận được tước hiệu augusta; không rõ liệu nó có còn được coi là một tước hiệu chính thức hay chỉ là một tước hiệu lịch sự đồng nghĩa với "nữ hoàng".

### Hoàng triều Leonid (457 – 517)
| Tên (Sinh – mất)                    | Chân dung                         | Thời gian hậu vị                       | Ghi chú Con cái | Hoàng đế   | Ct            |
| ----------------------------------- | --------------------------------- | -------------------------------------- | --- | ---------- | ------------- |
| Verina (? – 484)                    |                                   | 7 tháng 2 năm 457 – 18 tháng 1 năm 474 | Chị của Basiliscus. Tiền tố Aelia được bà thêm vào trước khi trở thành một augusta. Tiếm vị chống lại Zeno cùng Patricius nhưng sau đó bị em trai phản bội, sau này bà lại ủng hộ Zeno trở lại. Bị Zeno đuổi ra ngoài Constantinoplis sau các âm mưu với tướng Illus những năm 477 – 478. Sau này tham gia liên minh với Illus nhằm nổi dậy chống Zeno nhưng chết trong cuộc nổi dậy này vào năm 483. 1. Ariadne 2. Leontia 3. Một người con trai không rõ tên.                                          | Leo I      | [ 87 ] [ 88 ] |
| Ariadne (Giữa năm 450 và 457 – 515) |                                   | 29 tháng 1 năm 474 – 9 tháng 1 năm 475 | Con gái của Leo I và Verina. Cưới Zeno, người chồng đầu tiên của bà, vào năm 466. Nhiếp chính cho ceasar Leo II, cháu trai Leo I, sau khi ông mất. Tiếp sau đó phong chồng đầu làm đồng hoàng đế. Nhiếp chính cho đến khi Leo II bệnh và mất và do đó Zeno trở thành hoàng đế đơn nhất. Bà cố gắng ám sát Illus giống mẹ là Verina nhưng không thành công. Bà được phong thánh trong Chính thống giáo phương Đông với ngày thánh là 22 tháng 8. Với cả hai người chồng, bà đều được cho là không có con. | Zeno       | [ 89 ] [ 90 ] |
| Zenonis (? – 476/477)               |                                   | 9 tháng 1 năm 475 – Tháng 8 năm 476    | Nguồn gốc không rõ. Trở thành augusta ngay sau khi Basiliscus đảo chính thành công. Chịu ảnh hưởng nặng từ Nhất tính thuyết. Chết cùng chồng và con tại một bể chứa nước tại một pháo đài tại Cappadocia sau khi Zeno phục vị. 1. Marcus | Basiliscus | [ 91 ]        |
| Ariadne (Giữa năm 450 và 457 – 515) |                                   | Tháng 8 năm 476 – 9 tháng 4 năm 491    | Con gái của Leo I và Verina. Sau cái chết của Zeno, với quyền lực của mình, bà chọn Anastasius I làm hoàng đế và cưới ngày 20 tháng 5 cùng năm mà ông tuyên bố làm hoàng đế, năm 491. Mất tại Constantinoplis. Bà được phong thánh trong Chính thống giáo phương Đông với ngày thánh là 22 tháng 8. Với cả hai người chồng, bà đều được cho là không có con. | Zeno       | [ 89 ] [ 90 ] |
| Ariadne (Giữa năm 450 và 457 – 515) | 20 tháng 5 năm 491 – Cuối năm 515 | Anastasius I                           | Con gái của Leo I và Verina. Sau cái chết của Zeno, với quyền lực của mình, bà chọn Anastasius I làm hoàng đế và cưới ngày 20 tháng 5 cùng năm mà ông tuyên bố làm hoàng đế, năm 491. Mất tại Constantinoplis. Bà được phong thánh trong Chính thống giáo phương Đông với ngày thánh là 22 tháng 8. Với cả hai người chồng, bà đều được cho là không có con. |            | [ 89 ] [ 90 ] |

### Hoàng triều Justinian (518 – 602)
| Tên (Sinh – mất)                           | Chân dung | Thời gian hậu vị                             | Ghi chú Con cái | Hoàng đế      | Ct            |
| ------------------------------------------ | --------- | -------------------------------------------- | --- | ------------- | ------------- |
| Euphemia (? – Thập niên năm 520)           | (?)       | 10 tháng 7 năm 518 – trước tháng 8 năm 527   | Có thể là người gốc rợ. Tên trước khi cưới có thể là Lupicina. Từng là con và vợ lẽ của Justin I, sau cưới nhau thời trị vì của Anastasius I. Nhận nuôi người cháu Justinianasu , sau này là Justinianus I. Không có con. | Justinus I    | [ 92 ]        |
| Theodora (k. 500 – 28 tháng 6 năm 548)     |           | 1 tháng 4 năm 527 – 28 tháng 6 năm 548       | Là con của Acacius, một huấn luyện viên cho gấu cho phe Lục tại trường đua Constantinopolis và một vũ công kiêm diễn viên kịch. Cưới Justinian khoảng năm 524/525. Tham gia vào công việc triều chính của triều đình Đông La Mã. Không có con. (Tranh cãi) | Justinianus I | [ 93 ] [ 94 ] |
| Sophia (k. 530 – khoảng từ năm 601 trở đi) |           | 14 tháng 11 năm 565 – 5 tháng 10 năm 578     | Cháu gái Theodora, theo Ioannes xứ Ephesus. Kết hôn dưới thời trị vì của Justinian I. Là vị hoàng hậu đầu tiên xuất hiện trên các đồng xu Đông La Mã. Can dự vào tình hình triều chính của Đông La Mã và đến năm 573 thì trở thành nhiếp chính (do bệnh tình của chồng trở nặng sau khi Dara thất thủ tháng 11 cùng năm) cho đến khi chồng mất. Theo Gregory xứ Tours, bà tham gia âm mưu đảo chính Tiberius II nhưng không thành công và phải lánh mặt một thời gian. Tuy vậy sau này bà được Tiberius II gọi lại để tham gia chọn người kế vị cho ông này. 1. Justus 2. Arabia | Justinus II   | [ 95 ] [ 96 ] |
| Ino Anastasia (? – 593)                    |           | 26 tháng 9 năm 578 – 14 tháng 8 năm 582      | Người gốc Bithynia. Cuộc hôn nhân diễn ra với ceasar Tiberius (sau là Tiberius II) của bà là cuộc hôn nhân thứ hai, sau cuộc hôn nhân thứ nhất với optio Ioannes. Là caesarissa khi Tiberius được phong làm ceasar bởi Justin vào ngày 7 tháng 12 năm 574. Nhận tên Anastasia sau khi trở thành hoàng hậu Đông La Mã. 1. Constantina 2. Charito 3. Một người con trai không rõ tên. | Tiberius II   | [ 97 ]        |
| Constantina (k. 560 – k. 605)              |           | 13 tháng 8 năm 582 – 27 tháng 11 năm 602     | Con của Tiberius II Constantine và Ino Anastasia. Đính hôn với Mauricius ngày 5 tháng 8 năm 582 và không lâu sau đó thì kết hôn. Chạy trốn cùng chồng và con khi Phocas tiếm vị nhưng không thành công và bị trục xuất vào một tu viện. Sau đó bà âm mưu chống lại Phocas nhưng không thành công và bị xử tử cùng hai đứa con gái của mình tại Chalcedon. 1. Theodosius 2. Tiberius 3. Petrus 4. Paulus 5. Justin 6. Justinian 7. Anastasia 8. Theoctista 9. Cleopatra | Mauricius     | [ 98 ]        |
|                                            |           |                                              | |               |               |
| Leontia (? – ?)                            |           | 23 tháng 11 năm 602 – 5 tháng 10 năm 610 (?) | Nhận danh xưng augusta sau khi chồng tuyên bố hoàng đế 2 ngày, ngoài ra không có nhiều chi tiết thêm về bà. 1. Domentzia | Phocas        | [ 99 ]        |

### Hoàng triều Heraclian (610 – 695)
| Tên (Sinh – mất)                            | Chân dung | Thời gian hậu vị                                  | Ghi chú Con cái | Hoàng đế                | Ct      |
| ------------------------------------------- | --------- | ------------------------------------------------- | --- | ----------------------- | ------- |
| Fabia Eudokia (k. 580 – 13 tháng 8 năm 612) |           | 5 tháng 10 năm 610 – 13 tháng 8 năm 612           | Theo Theodosius Người tuyên xưng đức tin, bà là con của Rogas, một địa chủ tại giáo phận châu Phi. Hứa hôn với Heraclius khi ông này còn là thống đốc giáo phận châu Phi. Bị bắt giữ bởi Phocas khi Heraclius nổi loạn năm 610. Cưới Heraclius ngay sau khi ông này tuyên bố là hoàng đế. Mất vì động kinh, theo Thượng phụ Đại kết Nikephoros I thành Constantinopolis. 1. Eudoxia Epiphania 2. Herakleios Novos Konstantinos | Heraclius               | [ 100 ] |
| Martina (? – sau năm 641)                   |           | Khoảng năm 613/Những năm 620 – 11 tháng 2 năm 641 | Con của Martinus và Maria, chị của Heraclius. Do vậy, mối quan hệ của họ được coi là loạn luân và bị giáo hội và người dân phản đối dữ dội. Mặc dù vậy, thượng phụ Sergios I vẫn cử hành làm lễ xưng augusta cho bà. Cố gắng thiết lập quyền lực không thành, bà chỉ có thể tiếp hành nhiếp chính cho hai hoàng đế kế nhiệm là Konstantinos Herakleios và Heraklonas. Bị hạ bệ, cắt lưỡi và đày ra đảo Rhodes trong một cuộc nổi loạn của Balentinos vì liên quan đến tin đồn Konstantinos Herakleios bị đầu độc (trong khi trên thực tế ông mất sau 4 tháng trị vì vì lao) và cũng là để ủng hộ cho Konstan II kế vị. Ít nhất 10 người con, cụ thể là:1. Konstantinos 2. Favious 3. Theodosios 4. Heraklonas 5. David 6. Martinos 7. Augoustina 8. Anastasia và/hoặc Martina 9. Fevronia 10. Không rõ danh tính | Heraclius               | [ 101 ] |
| Gregoria (? – ?)                            | —         | Đầu năm 630 – 25 tháng 5 năm 641                  | Con của người chú cả bên đằng nội của Heraclius là Niketas. Cưới Konstantinos III khoảng năm 629/630. Có vẻ như nhiếp chính cho con trai cả là Konstans II nhưng thiếu ghi chép chứng minh từ các sử liệu Đông La Mã. Không có ghi chép về việc phong augusta cho bà. 1. Konstans II 2. Theodosius (theo Theophanes) 3. Manyanh (Thiếu bằng chứng khẳng định tồn tại) | Konstantinos Herakleios | [ 102 ] |
| Fausta (k. 630 – sau năm 668)               | —         | 642 – 15 tháng 7 năm 668                          | Con của kẻ tiếm vị Balentinos năm 644. Hứa hôn với Konstan II sau tháng 9 năm 641. 1. Konstantinos IV 2. Herakleios 3. Tiberios | Konstans II             | [ 103 ] |
| Anastasia (k. 650 – sau năm 711)            | —         | Tháng 9 năm 668 (?) – Tháng 7 năm 685             | Không có ghi chép về việc phong augusta cho bà. 1. Justinianos II 2. Heraclius | Konstantinos IV         | [ 104 ] |
| Eudokia (? – ?)                             | —         | Khoảng năm 685 – Khoảng năm 695                   | Không có ghi chép về việc phong augusta cho bà. 1. Anastasia (theo Theophanes và Thượng phụ Đại kết Nikephoros I) | Justinianus II          | [ 105 ] |

### Hai mươi năm vô chính phủ (695 – 717)
| Tên (Sinh – mất)           | Chân dung | Thời gian hậu vị                                    | Ghi chú Con cái | Hoàng đế       | Ct      |
| -------------------------- | --------- | --------------------------------------------------- | --- | -------------- | ------- |
| Không rõ tên (? – ?)       | —         | Khoảng năm 695 – 698 (?)                            | Không có thông tin ghi chép về bà. | Leontios       | [ 106 ] |
| Không rõ tên (? – ?)       | —         | Khoảng năm 698 – 705 (?)                            | Không có thông tin ghi chép về bà. | Tiberios III   | [ 106 ] |
| Theodora xứ Khazar (? – ?) | —         | Khoảng ngày 21 tháng 8 năm 705 – 4 tháng 11 năm 711 | Hoàng hậu ngoại quốc đầu tiên của Đông La Mã. Có vẻ là em gái của Busir, khả hãn hãn quốc Khazar; không rõ quan hệ giữa bà với các vị khả hãn khác của người Khazar. Cưới khi sống lưu vong đất Khazar năm 703. Trong thời gian đầu ở cùng chồng, bà đã giúp Justinianos II thoát chết khi Tiberios III phát giác và mua chuộc Busir nhằm ám sát vị cựu đế. Sau khi Justinianos II giành lại ngôi vị thì bà tiếp tục bị Busir giữ lại đất Khazar với tư cách là người giám hộ cho đến năm 707. Sau đó bà được Theophylaktos, một koubikoularios (thái giám triều đình Đông La Mã) hộ tống về Constantinople và làm lễ phong augusta cho bà. Không rõ tình hình bà sau khi chồng bà phế truất. 1. Tiberios | Justinianus II | [ 107 ] |
| Không rõ tên (? – ?)       | —         | Khoảng năm 711 – 713 (?)                            | Không có thông tin ghi chép về bà. | Philippikos    | [ 106 ] |
| Irene (? – ?)              | —         | Khoảng năm 713 – 715                                | Không có thông tin ghi chép về bà ngoại trừ tên gọi. Không có con. | Anastasios II  | [ 106 ] |
| Không rõ tên (? – ?)       | —         | Khoảng năm 715 – 717 (?)                            | Không có thông tin ghi chép về bà. | Theodosios III | [ 106 ] |

### Hoàng triều Isauria (717 – 802)
| Tên (Sinh – mất)                                | Chân dung                           | Thời gian hậu vị                            | Ghi chú Con cái | Hoàng đế        | Ct              |
| ----------------------------------------------- | ----------------------------------- | ------------------------------------------- | --- | --------------- | --------------- |
| Maria (? – sau năm 718)                         | —                                   | 25 tháng 3 năm 717 – 18 tháng 6 năm 741 (?) | Có thể có gốc Syria. Ngày 25 tháng 8 năm 718 bà được phong augusta. Không có ghi chép gì thêm về thông tin của bà. Ít nhất 4/6 người con.1. Anna 2. Konstantinos V 3. Irene 4. Kosmo Có thêm ghi chép về hai người con gái (về tên và nơi chôn cất, tuy nhiên không rõ tại sao các tài liệu để lại lại không ghi tên hai người con này ra) trong cuốn De Ceremoniis, tuy nhiên không có thông tin gì thêm về hai bà. | Leon III        | [ 108 ]         |
| Tzitzak Irene (? – k. 750)                      | —                                   | 733 – 750                                   | Con gái khả hãn Bihar xứ Khazan. Sau khi về Đông La Mã cải tên sang Irene. 1. Leon IV | Konstantinos V  | [ 109 ]         |
| Maria (? – 751)                                 | —                                   | 750 – 751                                   | Mất sau khoảng 1 năm kết hôn (vào năm 750). Không có con. | Konstantinos V  | [ 110 ]         |
| Eudokia (? – ?)                                 | —                                   | 751 – 14 tháng 9 năm 775                    | Vào ngày 1 tháng 4 năm 769 bà được phong augusta. Không rõ số phận bà sau khi chồng bị phế truất. 1. Nikephoros 2. Christophoros 3. Niketas 4. Anthimos 5. Evdokimos 6. Anthousa | Konstantinos V  | [ 111 ]         |
| Anna (Trước năm 715 – sau năm 773)              | —                                   | Tháng 6 năm 741 – 2 tháng 11 năm 743        | Con gái Leon III và vợ là Anna. Cưới năm 717. Bị trục xuất sau khi chồng đảo chính thất bại. Không được ghi nhận là đã phong tước hiệu augusta. 9 người con. Chỉ hai trong số này xác định được danh tính, cụ thể là:1. Niketas 2. Nikephoros | Artabasdos      | [ 112 ]         |
| Irene thành Athena (k. 752 – 9 tháng 8 năm 803) |                                     | 3 tháng 11 năm 769 – 31 tháng 10 năm 802    | Thành viên nhà Sarantapechos, bà được chọn làm cô dâu cho Leon IV với lý do không rõ ràng vào ngày 1 tháng 11 năm 799 và đưa đến Constantinopolis, nơi bà kết hôn 2 ngày sau đó. Ngày 17 tháng 12 cùng năm bà làm đăng quang vương hậu Đông La Mã. Quan hệ giữa bà với chồng xấu đi sau vụ Leon phát hiện hai biểu tượng thánh nằm dưới gối của Irene (theo sử gia Georgios Kedrenos). Nhiếp chính cho con trai duy nhất giữa hai vợ chồng là Konstantinos VI, tuy nhiên quyền lực của bà ngày càng lấn át con trai nhiều hơn, điển hình là việc bà chấm dứt bài trừ thánh tượng và sau này là cuộc nổi dậy bất thành của con bà nhằm thoát khỏi ảnh hưởng quyền lực của bà. Sau đó một thời gian bà tổ chức âm mưu loại bỏ con trai rồi chọc mù mắt ông này và lên ngôi ngày 19 tháng 8 năm 797. Triều đại của bà không được lòng hàng giáo phẩm tại Roma và giáo hoàng Leo III đã tiến hành phong hoàng đế cho Charlemagne vào Giáng sinh năm 800. Bà bị lật đổ bởi các quý tộc hai năm sau đó và bị đày ra Lesbos, nơi mà sau này bà mất. 1. Konstantinos VI | Leon IV         | [ 113 ] [ 114 ] |
| Irene thành Athena (k. 752 – 9 tháng 8 năm 803) | Đồng nhiếp chính (780–797)          | 3 tháng 11 năm 769 – 31 tháng 10 năm 802    | Thành viên nhà Sarantapechos, bà được chọn làm cô dâu cho Leon IV với lý do không rõ ràng vào ngày 1 tháng 11 năm 799 và đưa đến Constantinopolis, nơi bà kết hôn 2 ngày sau đó. Ngày 17 tháng 12 cùng năm bà làm đăng quang vương hậu Đông La Mã. Quan hệ giữa bà với chồng xấu đi sau vụ Leon phát hiện hai biểu tượng thánh nằm dưới gối của Irene (theo sử gia Georgios Kedrenos). Nhiếp chính cho con trai duy nhất giữa hai vợ chồng là Konstantinos VI, tuy nhiên quyền lực của bà ngày càng lấn át con trai nhiều hơn, điển hình là việc bà chấm dứt bài trừ thánh tượng và sau này là cuộc nổi dậy bất thành của con bà nhằm thoát khỏi ảnh hưởng quyền lực của bà. Sau đó một thời gian bà tổ chức âm mưu loại bỏ con trai rồi chọc mù mắt ông này và lên ngôi ngày 19 tháng 8 năm 797. Triều đại của bà không được lòng hàng giáo phẩm tại Roma và giáo hoàng Leo III đã tiến hành phong hoàng đế cho Charlemagne vào Giáng sinh năm 800. Bà bị lật đổ bởi các quý tộc hai năm sau đó và bị đày ra Lesbos, nơi mà sau này bà mất. 1. Konstantinos VI |                 | [ 113 ] [ 114 ] |
| Irene thành Athena (k. 752 – 9 tháng 8 năm 803) | Hoàng hậu đơn nhất trị vì (797–802) | 3 tháng 11 năm 769 – 31 tháng 10 năm 802    | Thành viên nhà Sarantapechos, bà được chọn làm cô dâu cho Leon IV với lý do không rõ ràng vào ngày 1 tháng 11 năm 799 và đưa đến Constantinopolis, nơi bà kết hôn 2 ngày sau đó. Ngày 17 tháng 12 cùng năm bà làm đăng quang vương hậu Đông La Mã. Quan hệ giữa bà với chồng xấu đi sau vụ Leon phát hiện hai biểu tượng thánh nằm dưới gối của Irene (theo sử gia Georgios Kedrenos). Nhiếp chính cho con trai duy nhất giữa hai vợ chồng là Konstantinos VI, tuy nhiên quyền lực của bà ngày càng lấn át con trai nhiều hơn, điển hình là việc bà chấm dứt bài trừ thánh tượng và sau này là cuộc nổi dậy bất thành của con bà nhằm thoát khỏi ảnh hưởng quyền lực của bà. Sau đó một thời gian bà tổ chức âm mưu loại bỏ con trai rồi chọc mù mắt ông này và lên ngôi ngày 19 tháng 8 năm 797. Triều đại của bà không được lòng hàng giáo phẩm tại Roma và giáo hoàng Leo III đã tiến hành phong hoàng đế cho Charlemagne vào Giáng sinh năm 800. Bà bị lật đổ bởi các quý tộc hai năm sau đó và bị đày ra Lesbos, nơi mà sau này bà mất. 1. Konstantinos VI |                 | [ 113 ] [ 114 ] |
| Maria xứ Amnia (770 – sau năm 823)              | —                                   | Tháng 11 năm 788 – Tháng 1 năm 795          | Cháu gái của thánh Philaretos và là con gái của Hypatia. Kết hôn sau khi được lựa chọn trong một buổi tuyển chọn cô dâu bởi nữ hoàng Irene cho con trai Konstantinos VI vào tháng 11 năm 788. Bị chồng ly hôn vào tháng 1 năm 795. Trở thành tu sĩ trong phần đời còn lại, không rõ thời gian mất. 1. Euphrosyne 2. Irene | Konstantinos VI | [ 114 ]         |
| Theodote (k. 780 – sau năm 797)                 | —                                   | Tháng 9 năm 795 – 19 tháng 8 năm 797        | Chị họ cả của thánh Theodoros Học giả, là koubikoularia (nữ thị tùng) của Konstantinos VI. Được tuyên bố là augusta tháng 8 năm 795. Cưới nhau 1 tháng sau đó. Bị Irene phế truất. 1. Leo 2. 1 đứa con không rõ tên | Konstantinos VI | [ 116 ]         |

### Hoàng triều Nikephoros (802–813)
| Tên (Sinh – mất)                         | Chân dung | Thời gian hậu vị                         | Ghi chú Con cái | Hoàng đế     | Ct      |
| ---------------------------------------- | --------- | ---------------------------------------- | --- | ------------ | ------- |
| Không rõ tên (? – ?)                     |           | ?                                        | Không được đề cập trên bất kỳ sử liệu đương thời nào. Khả năng cao mất trước khi chồng bà lên ngôi. 1. Staurakios 2. Prokopia | Nikephoros I | [ 117 ] |
| Theophano thành Athena (? – sau năm 811) |           | 20 tháng 12 năm 807 – 2 tháng 10 năm 811 | Theo Theophanes, bà và chồng cưới nhau vào ngày 20 tháng 12 năm 807 mặc dù trước đó đã hứa hôn với người khác. Chồng bà có ý định chọn bà để kế thừa hoàng vị khi ông đang bị thương nặng nhưng bị giới quý tộc đe doạ nên buộc phải nhường ngôi cho người khác đồng thời thoái vị và lui về sống tại tu viện, có lẽ là cho đến lúc mất. Không có con. | Staurakios   | [ 119 ] |
| Prokopia (k. 770 – sau năm 813)          | —         | 2 tháng 10 năm 811 – 11 tháng 7 năm 813  | Con gái Nikephoros I. Kết hôn với Mikhael cuối thế kỷ thứ 8. Giúp chồng giành ngôi vương từ tay Staukarios. Tham chính trong triều đình của chồng. Sau khi chồng phế truất thì bị buộc phải trở thành nữ tu. 1. Theophylaktos 2. Staurakios 3. Niketas 4. Gorgo 5. Theophano 6. Procopius (theo giáo tích sử)                                          | Mikhael I    | [ 121 ] |
|                                          |           |                                          | |              |         |
| Theodosia (k. 775 – sau năm 826)         |           | 12 tháng 7 năm 813 – 25 tháng 12 năm 820 | Con gái một quý tộc Đông La Mã là Arsaber. Sau khi chồng bị phế truất thì bà cùng con bị đày sang đảo Proti. 1. Symbatios 2. Basil 3. Gregory 4. Theodosios 5. Anna | Leon V       | [ 122 ] |

### Hoàng triều Amorium (820–867)
| Tên (Sinh – mất)                                            | Chân dung                            | Thời gian hậu vị                        | Ghi chú Con cái | Hoàng đế         | Ct              |
| ----------------------------------------------------------- | ------------------------------------ | --------------------------------------- | --- | ---------------- | --------------- |
| Thekla (? – k. 824)                                         | —                                    | 25 tháng 12 năm 820 – khoảng năm 824    | Khả năng rất cao là con của Bardanes Tourkos, một thủ lĩnh quân phiến loạn dưới thời của Nikephoros I. 1. Theophilos 2. Helena (?) | Mikhael II       | [ 123 ]         |
| Euphrosyne (k. 790 – sau năm 6)                             | —                                    | Khoảng năm 824 – 2 tháng 10 năm 829     | Con gái của Konstantinos VI và Maria. Trở thành nữ tu sau khi Irene mất, tuy nhiên sau này được gọi trở lại và cưới Mikhael II. Không có con. | Mikhael II       | [ 124 ]         |
| Theodora người Armenia (? – sau năm 811)                    |                                      | 5 tháng 6 năm 830 – 15 tháng 3 năm 856  | Con gái của droungarios và tourmarches là Marinos với Theoktiste Phlorina. Cưới Theophilos vào ngày 5 tháng 6 năm 830, đồng thời làm lễ sắc phong hoàng hậu cho bà. Sau khi chồng mất nhiếp chính cho Mikhael III, tuy nhiên trên thực tế bà là người cai trị trên toàn Đông La Mã. Bà chấm dứt đợt bài trừ thánh tượng thứ hai và do đó được phong thánh. Sau này bị Mikhael III phế truất vào ngày 15 tháng 3 năm 856 và sống trong cung điện hoàng gia đến năm 857/858 rồi sau đó bị chuyển sang giam tại tu viện ở Gastria cùng một vài người con gái. Bà có lẽ được thả ra năm 863 sau đó và giữ một số vai trò nghi lễ cho đến lúc mất 1. Thekla 2. Anna 3. Anastasia 4. Konstantinos 5. Pulcheria 6. Maria 7. Mikhael III | Theophilos       | [ 125 ] [ 126 ] |
| Theodora người Armenia (? – sau năm 811)                    | Hoàng hậu đồng nhiếp chính (842–856) | 5 tháng 6 năm 830 – 15 tháng 3 năm 856  | Con gái của droungarios và tourmarches là Marinos với Theoktiste Phlorina. Cưới Theophilos vào ngày 5 tháng 6 năm 830, đồng thời làm lễ sắc phong hoàng hậu cho bà. Sau khi chồng mất nhiếp chính cho Mikhael III, tuy nhiên trên thực tế bà là người cai trị trên toàn Đông La Mã. Bà chấm dứt đợt bài trừ thánh tượng thứ hai và do đó được phong thánh. Sau này bị Mikhael III phế truất vào ngày 15 tháng 3 năm 856 và sống trong cung điện hoàng gia đến năm 857/858 rồi sau đó bị chuyển sang giam tại tu viện ở Gastria cùng một vài người con gái. Bà có lẽ được thả ra năm 863 sau đó và giữ một số vai trò nghi lễ cho đến lúc mất 1. Thekla 2. Anna 3. Anastasia 4. Konstantinos 5. Pulcheria 6. Maria 7. Mikhael III |                  | [ 125 ] [ 126 ] |
| Thekla Trẻ (Đầu những năm 820/830 – Sau năm 870)            |                                      | 20 tháng 1 năm 842 – 15 tháng 3 năm 856 | Con gái của Theophilos và Theodora. Phong augusta đầu những năm 830 cùng mẹ và các em gái là Anna và Anastasia. Khả năng cao bà giữ địa vị cao hơn so với Mikhael III trong thời kỳ nhiếp chính của mẹ mình. Bị đày chung với mẹ. Sau là tình nhân của hoàng đế tương lai Basil I nhưng sớm bị bỏ rơi sau đó. | Đồng nhiếp chính | [ 127 ]         |
| Eudokia Dekapolitissa (Đầu những năm 820/830 – Sau năm 870) |                                      | 855 – 24 tháng 9 năm 867                | Được chọn trong một buổi chọn cô dâu không mong muốn của Mikhael III do Theodora đứng ra tổ chức; lúc này Mikhael đang trong mối quan hệ tình cảm với Eudokia Ingerina. Không có con. | Mikhael III      | [ 128 ]         |

### Hoàng triều Makedonia (867–1056)
| Tên (Sinh – mất)                                    | Chân dung                               | Thời gian hậu vị                              | Ghi chú Con cái | Hoàng đế                     | Ct              |
| --------------------------------------------------- | --------------------------------------- | --------------------------------------------- | --- | ---------------------------- | --------------- |
| Eudokia Ingerina (k. 840 – k. 882)                  |                                         | 26 tháng 5 năm 866 – 882                      | Con của nghị sĩ viện nguyên lão Inger. Tình nhân của Mikhael III nhưng buộc lòng phải lấy Basil I. Có quan hệ với một tình nhân nam không rõ tên khác nữa sau Mikhael III. Mất không lâu sau khi chọn vợ cho con trai trưởng Leon VI. Những người con sinh tới nửa đầu năm 870 đều bị nghi ngờ là con của bà với Mikhael III, đặc biệt là Leon VI. 1. Leon VI (Nghi ngờ là con của Mikhael III) 2. Stephanos I (Nghi ngờ là con của Mikhael III) 3. Alexandros 4. Anna 5. Helen 6. Maria | Basil I                      | [ 129 ]         |
| Theophano Martinakia (k. 867 – 10 tháng 11 năm 897) |                                         | 883 – 893                                     | Con gái của Constantinos Martiniakous và Anna. Không rõ tổ tiên xa hơn của gia đình bà. Cưới Leon VI khoảng giữa tháng 9 các năm 882 và 883. Không rõ tình trạng hôn nhân giữa bà và Leon VI từ năm 893 đến khi bà mất; trong khoảng thời gian này bà sống ở tu viện. 1. Eudokia Porphyrogenita | Leon VI                      | [ 130 ] [ 131 ] |
| Zoe Zaoutzaina (? – Tháng 5 năm 889)                | —                                       | Cuối năm 898 – Tháng 5 năm 899                | Con của Stylianos Zaoutzes, một trong số các quan chức triều đình dưới thời vua Leon VI. Kết hôn lần thứ nhất với Theodore Gouniazizes, một quan chức Đông La Mã khác. Bắt đầu trở thành tình nhân của Leon VI sau cái chết của người chồng đầu. Cưới trước khi vợ đầu của Leon VI mất (ngày 10 tháng 11 năm 897) và sau cái chết của vợ đầu Leon VI thì bà được phong augusta. 1. Anna 2. Anna/Eudokia | Leon VI                      | [ 132 ]         |
| Eudokia Baïana (? – 12 tháng 4 năm 901)             | —                                       | Mùa hè năm 900 – 12 tháng 4 năm 901           | Dân tỉnh Opstikion. Cưới sau khi người vợ thứ hai mất. Mất khi sinh con. Theo Theophanes thì thai chết lưu và không có tên. Tuy nhiên cuốn De Ceremoniis trong khi liệt kê tên những người con trai có ghi chép về một người con tên Basil, được cho là con của của cuộc hôn nhân này, cũng tức là người con có thể được sinh ra đủ lâu được đặt tên. | Leon VI                      | [ 133 ]         |
| Zoe Karbonopsina (? – 12 tháng 4 năm 901)           |                                         | 9 tháng 1 năm 906 – 11 tháng 5 năm 912        | Bà con với Theophanes Người tuyên xưng đức tin và đô đốc Himerios. Hôn nhân giữa bà với Leon VI bị giáo hội phản đối dữ dội và chỉ được ủng hộ bởi giám mục thân cận với ông là Thomas. Vắng măt trong thời kỳ cai trị cuả Alexsandros cũng như trong thời kỳ nhiếp chính của cựu Thượng phụ Constantinopolis Nicholaos I Mystikos. Sau khi Nicholaos bị bà lật đổ khoảng tháng 2/3 năm 914 thì Zoe quay lại nhiếp chính cho người con duy nhất là Konstantinos VII cho đến lúc phe cánh của đô đốc Romanos Lekapetos lên nắm quyền, buộc bà thoái vị và trở thành một nữ tu năm 919. 1. Konstantinos VII | Leon VI                      | [ 134 ]         |
| Không rõ tên (? – ?)                                | —                                       | Khoảng năm 912 – 913 (?)                      | Không có thông tin ghi chép về bà. | Alexandros                   | [ 106 ]         |
| Helena Lekapene (k.v910 – 19 tháng 9 năm 961)       |                                         | Tháng 4 năm 907 – 19 tháng 9 năm 961          | Con gái Romanos Lekapenos và Theodora. Cưới tháng 4/5 năm 919 và đăng quang sau khi Theodora mất. Đồng nhiếp chính cùng mẹ giữa các năm 920 và 922 và sau đó là Theophano giữa các năm 956 đến 959. Là một nhân vật quyền lực trong triều đình Đông La Mã cho đến khi Konstantinos VII trở thành hoàng đế đơn nhất (945). Mất vì bệnh. 1. Leo 2. Romanos II 3. Zoe 4. Theodora 5. Agatha 6. Theophano 7. Anna | Konstantinos VII             | [ 135 ]         |
| Theodora (? – 20 tháng 2 năm 922)                   | —                                       | 17 tháng 12 năm 920 – 20 tháng 2 năm 922      | Người vợ thứ hai của Romanos I, cưới khoảng năm 907 (?). Làm lễ đăng quang augusta vào ngày 6 tháng 1 năm 921. 1. Christophoros Lakapenos 2. Stephanos Lakapenos 3. Konstantinos Lakapenos 4. Theophylaktos Lekapenos 5. Helena Lekapene 6. Agatha Lekapene | Romanos I                    | [ 136 ]         |
| Bertha Eudokia (927 (?) – 949)                      |                                         | 945 – 949                                     | Con ngoài giá thú của Hugh xứ Arles và tình nhân trẻ của ông này là Pezola. Cuộc hôn nhân của bà được hậu thuẫn bởi Paschalios, strategos tỉnh Longobardia và lời hứa hôn được đưa ra với bà vào tháng 9 năm 944. Hậu tố Eudokia được thêm vào tên bà khi bà được đưa về triều đình Đông La Mã. Không ghi nhận tước hiệu augusta. Không có con. | Romanos II                   | [ 137 ]         |
| Anastaso Theophano (k. 941 – sau năm 976/978)       |                                         | 956 – 15 tháng 3 năm 963                      | Sinh tại Lakonia trong một gia đình với bố là Krateros và mẹ là Maria. Khi chồng đầu là Romanos Porphyrogenitus mất, bà tiến hành liên minh với tướng Nikephoros Phocas. Sau khi Nikephoros II đảo chính thành công thì bà liền sớm kết hôn với ông này. Cuộc hôn nhân với Nikephoros Phocas rất rắc rối khi bị một số giáo sĩ, đứng đầu là Thượng phụ Polyeuktos không ủng hộ hoàn toàn vì cả hai bên đều đã từng kết hôn; tuy nhiên đến cuối cùng thì mọi thứ dần ổn định trở lại. Có ý định kết hôn với Ioannes I Tzimiskes nhưng không thành công và bị đày ra Prinkipo. Sau này được gọi trở về và sống ở cung điện hoàng gia. Được đề cập lần cuối năm 978 khi kêu gọi tướng cũ là Tornike Eristavi xứ Tao phá liên minh với Davit III xứ Tao nhằm hỗ trợ dập tắt cuộc nổi dậy lần đầu của Bardas Skleros. Tất cả những người con sau đây là của bà với chồng đầu Romanos II. Với Nikephoros II thì bà không có con. 1. Helena 2. Basil II 3. Konstantinos VIII 4. Anna Porphyrogenita | Romanos II                   | [ 138 ] [ 139 ] |
| Anastaso Theophano (k. 941 – sau năm 976/978)       | Tháng 8/20 tháng 9 năm 963 – 969        | Nikephoros II                                 | Sinh tại Lakonia trong một gia đình với bố là Krateros và mẹ là Maria. Khi chồng đầu là Romanos Porphyrogenitus mất, bà tiến hành liên minh với tướng Nikephoros Phocas. Sau khi Nikephoros II đảo chính thành công thì bà liền sớm kết hôn với ông này. Cuộc hôn nhân với Nikephoros Phocas rất rắc rối khi bị một số giáo sĩ, đứng đầu là Thượng phụ Polyeuktos không ủng hộ hoàn toàn vì cả hai bên đều đã từng kết hôn; tuy nhiên đến cuối cùng thì mọi thứ dần ổn định trở lại. Có ý định kết hôn với Ioannes I Tzimiskes nhưng không thành công và bị đày ra Prinkipo. Sau này được gọi trở về và sống ở cung điện hoàng gia. Được đề cập lần cuối năm 978 khi kêu gọi tướng cũ là Tornike Eristavi xứ Tao phá liên minh với Davit III xứ Tao nhằm hỗ trợ dập tắt cuộc nổi dậy lần đầu của Bardas Skleros. Tất cả những người con sau đây là của bà với chồng đầu Romanos II. Với Nikephoros II thì bà không có con. 1. Helena 2. Basil II 3. Konstantinos VIII 4. Anna Porphyrogenita |                              | [ 138 ] [ 139 ] |
| Theodora (k. 946 – sau năm 971)                     | —                                       | Tháng 11 năm 970/971 – 10 tháng 1 năm 976 (?) | Con gái của Konstantinos VII và Helena Lekapene. Bị Romanos II đày vào nhà tu nữ ở Kanikleion và sau là tu viện ở Antiochus (hay nhà tu nữ ở Myrelaion vì trong Wiki tiếng Anh ghi chép là Theodora được thả ra ở Myrelaion). Leon Phó tế ghi chép rằng cuộc hôn nhân của bà diễn ra vào tháng 11 năm 971. Không có ghi chép gì thêm sau này. 1. Theophano Kourkouas (theo Joan M. Hussey) | Ioannes I                    | [ 140 ]         |
| Helena (Những năm 960? – k. 989?)                   | —                                       | Khoảng năm 976 – Khoảng năm 989 (?)           | Theo Michael Psellos, bà là con của Alypius. Có thể cưới khoảng năm 976. Không có ghi chép về việc bà được phong augusta. 1. Eudokia 2. Zoe Porphyrogenita 3. Theodora Porphyrogenita | Konstantinos VIII            | [ 141 ]         |
| Zoe Porphyrogenita (k. 978 – 1050)                  |                                         | 12 tháng 11 năm 1028 – 1050                   | Con của Konstantinos với Helena. Hứa hôn Otto III năm 996 và được Konrad II gửi lời cầu hôn nhưng đều không thành. Romanos Argyros, thị trưởng Constantinopolis được chọn sau đó không lâu và cả hai kết hôn vào ngày 10 tháng 11 năm 1028. Được cho là chủ mưu vụ giết Romanos. Kết hôn với tình nhân trẻ Mikhael Paphlagonian vào ngày chồng mất và được thượng phụ Alexios I làm lễ đăng quang cho Mikhael, lấy hiệu là Mikhael IV vào ngày sau đó. Bị trục xuất dưới thời người kế nhiệm Mikhael IV là Mikhael V. Đồng nhiếp chính với Theodora sau khi phục vị cho đến khi kết hôn với Konstantinos Monomachos ngày 11 tháng 6 năm 1042. Sau đó bà ít quan tâm đến chính trị và mất vị lý do tự nhiên. Không có con. | Romanos III                  | [ 142 ] [ 143 ] |
| Zoe Porphyrogenita (k. 978 – 1050)                  | Mikhael IV                              | 12 tháng 11 năm 1028 – 1050                   | Con của Konstantinos với Helena. Hứa hôn Otto III năm 996 và được Konrad II gửi lời cầu hôn nhưng đều không thành. Romanos Argyros, thị trưởng Constantinopolis được chọn sau đó không lâu và cả hai kết hôn vào ngày 10 tháng 11 năm 1028. Được cho là chủ mưu vụ giết Romanos. Kết hôn với tình nhân trẻ Mikhael Paphlagonian vào ngày chồng mất và được thượng phụ Alexios I làm lễ đăng quang cho Mikhael, lấy hiệu là Mikhael IV vào ngày sau đó. Bị trục xuất dưới thời người kế nhiệm Mikhael IV là Mikhael V. Đồng nhiếp chính với Theodora sau khi phục vị cho đến khi kết hôn với Konstantinos Monomachos ngày 11 tháng 6 năm 1042. Sau đó bà ít quan tâm đến chính trị và mất vị lý do tự nhiên. Không có con. |                              | [ 142 ] [ 143 ] |
| Zoe Porphyrogenita (k. 978 – 1050)                  | Hoàng hậu đồng trị vì (1042)            | 12 tháng 11 năm 1028 – 1050                   | Con của Konstantinos với Helena. Hứa hôn Otto III năm 996 và được Konrad II gửi lời cầu hôn nhưng đều không thành. Romanos Argyros, thị trưởng Constantinopolis được chọn sau đó không lâu và cả hai kết hôn vào ngày 10 tháng 11 năm 1028. Được cho là chủ mưu vụ giết Romanos. Kết hôn với tình nhân trẻ Mikhael Paphlagonian vào ngày chồng mất và được thượng phụ Alexios I làm lễ đăng quang cho Mikhael, lấy hiệu là Mikhael IV vào ngày sau đó. Bị trục xuất dưới thời người kế nhiệm Mikhael IV là Mikhael V. Đồng nhiếp chính với Theodora sau khi phục vị cho đến khi kết hôn với Konstantinos Monomachos ngày 11 tháng 6 năm 1042. Sau đó bà ít quan tâm đến chính trị và mất vị lý do tự nhiên. Không có con. |                              | [ 142 ] [ 143 ] |
| Zoe Porphyrogenita (k. 978 – 1050)                  | Konstantinos IX                         | 12 tháng 11 năm 1028 – 1050                   | Con của Konstantinos với Helena. Hứa hôn Otto III năm 996 và được Konrad II gửi lời cầu hôn nhưng đều không thành. Romanos Argyros, thị trưởng Constantinopolis được chọn sau đó không lâu và cả hai kết hôn vào ngày 10 tháng 11 năm 1028. Được cho là chủ mưu vụ giết Romanos. Kết hôn với tình nhân trẻ Mikhael Paphlagonian vào ngày chồng mất và được thượng phụ Alexios I làm lễ đăng quang cho Mikhael, lấy hiệu là Mikhael IV vào ngày sau đó. Bị trục xuất dưới thời người kế nhiệm Mikhael IV là Mikhael V. Đồng nhiếp chính với Theodora sau khi phục vị cho đến khi kết hôn với Konstantinos Monomachos ngày 11 tháng 6 năm 1042. Sau đó bà ít quan tâm đến chính trị và mất vị lý do tự nhiên. Không có con. |                              | [ 142 ] [ 143 ] |
| Theodora Porphyrogenita (980 – 31 tháng 8 năm 1056) |                                         | 21 tháng 4 năm 1042 – 31 tháng 8 năm 1056     | Chị của Zoe. Tôn lên làm hoàng hậu sau khi người dân Constantinopolis nổi loạn chống lại Mikhael V tháng 4 năm 1042. Đồng hoàng hậu dưới quyền Konstantinos IX từ ngày 11 tháng 6 năm 1042 khi ông này cưới Zoe; trước đó là đồng hoàng hậu cai trị cùng Theodora. Sau khi Konstantinos IX mất bà quay lại nắm quyền từ ngày 11 tháng 1 năm 1055 đến khi mất. | Hoàng hậu đồng trị vì (1042) | [ 144 ] [ 145 ] |
| Theodora Porphyrogenita (980 – 31 tháng 8 năm 1056) | Đồng hoàng hậu (1042 – 1055)            | 21 tháng 4 năm 1042 – 31 tháng 8 năm 1056     | Chị của Zoe. Tôn lên làm hoàng hậu sau khi người dân Constantinopolis nổi loạn chống lại Mikhael V tháng 4 năm 1042. Đồng hoàng hậu dưới quyền Konstantinos IX từ ngày 11 tháng 6 năm 1042 khi ông này cưới Zoe; trước đó là đồng hoàng hậu cai trị cùng Theodora. Sau khi Konstantinos IX mất bà quay lại nắm quyền từ ngày 11 tháng 1 năm 1055 đến khi mất. |                              | [ 144 ] [ 145 ] |
| Theodora Porphyrogenita (980 – 31 tháng 8 năm 1056) | Hoàng hậu đơn nhất trị vì (1055 – 1056) | 21 tháng 4 năm 1042 – 31 tháng 8 năm 1056     | Chị của Zoe. Tôn lên làm hoàng hậu sau khi người dân Constantinopolis nổi loạn chống lại Mikhael V tháng 4 năm 1042. Đồng hoàng hậu dưới quyền Konstantinos IX từ ngày 11 tháng 6 năm 1042 khi ông này cưới Zoe; trước đó là đồng hoàng hậu cai trị cùng Theodora. Sau khi Konstantinos IX mất bà quay lại nắm quyền từ ngày 11 tháng 1 năm 1055 đến khi mất. |                              | [ 144 ] [ 145 ] |
|                                                     |                                         |                                               | |                              |                 |
| Ekaterina của Bulgaria (? – sau năm 1059)           | —                                       | 1 tháng 9 năm 1057 – 22 tháng 11 năm 1059     | Con gái sa hoàng Bulgaria Ivan Vladislav và vợ là Maria. Đồng cai trị cùng Konstantinos X từ khi chồng vào tu viện cho đến khi bà từ nhiệm và quay về sống tại tu viện tại Myrelaion với tên "Xene". Không có con. | Isaakios I Komnenos          | [ 146 ]         |

### Hoàng triều Doukas (1056 – 1081)
| Tên (Sinh – mất)                                        | Chân dung                         | Thời gian hậu vị                         | Ghi chú Con cái | Hoàng đế       | Ct              |
| ------------------------------------------------------- | --------------------------------- | ---------------------------------------- | --- | -------------- | --------------- |
| Eudokia Makrembolitissa (k. 1006 – 23 tháng 5 năm 1067) |                                   | 23 tháng 11 năm 1059 – Tháng 11 năm 1071 | Con của John Makrembolites và cháu ngoại của Mikhael I Kiroularios, thượng phụ thành Constantinopolis. Nhận tước hiệu augusta không lâu sau khi chồng đăng quang ngày 23 tháng 11 năm 1059. Sau khi chồng đầu mất bà làm đồng nữ hoàng cùng Mikhael VII và Konstantios Doukas (riêng với Mikhael VII thì bà kiêm luôn nhiếp chính). Cưới chồng sau là Romanos IV ngày 1 tháng 1 năm 1068 (ông đăng quang không và lấn át quyền lực của người chồng này. Sau khi chồng sau thua trận và bị quân Seljuk bắt giữ tại Manzikert ngày 26 tháng 8 năm 1071 thì ngày 1 tháng 10 sau đó nghị viện Đông La Mã tiến hành phế truất ông này và tôn bà cùng Mikhael VII lên làm đồng quân chủ trong thời gian ngắn; sau đó 1 năm Mikhael VII buộc bà thoái vị và vào trong một tu viện. Ngay sau khi bị phế truất, bà có kế hoạch khôi phục Romanos IV lên ngôi hoàng vị đồng thời phế truất Ioannes Doukas cùng với Anna Dalassene, chị dâu của vị hoàng đế bị phế truất Isaakios I Komnenos nhưng không thành công. Sau khi Mikhael VII bị phế truất thì được vị hoàng đế kế nhiệm là Nikephoros III Botaneiates mời về Constantinopolis làm vợ nhưng cũng không thành. - Với Konstantinos X Doukas:1. Mikhael VII Doukas 2. Andronikos Doukas 3. Konstantios Doukas 4. Zoe Doukaina - Với Romanos IV Diogenes: 1. Leon Diogenes 2. Nikephoros Diogenes | Konstantinos X | [ 147 ] [ 148 ] |
| Eudokia Makrembolitissa (k. 1006 – 23 tháng 5 năm 1067) | Hoàng hậu đồng nhiếp chính (1067) | 23 tháng 11 năm 1059 – Tháng 11 năm 1071 | Con của John Makrembolites và cháu ngoại của Mikhael I Kiroularios, thượng phụ thành Constantinopolis. Nhận tước hiệu augusta không lâu sau khi chồng đăng quang ngày 23 tháng 11 năm 1059. Sau khi chồng đầu mất bà làm đồng nữ hoàng cùng Mikhael VII và Konstantios Doukas (riêng với Mikhael VII thì bà kiêm luôn nhiếp chính). Cưới chồng sau là Romanos IV ngày 1 tháng 1 năm 1068 (ông đăng quang không và lấn át quyền lực của người chồng này. Sau khi chồng sau thua trận và bị quân Seljuk bắt giữ tại Manzikert ngày 26 tháng 8 năm 1071 thì ngày 1 tháng 10 sau đó nghị viện Đông La Mã tiến hành phế truất ông này và tôn bà cùng Mikhael VII lên làm đồng quân chủ trong thời gian ngắn; sau đó 1 năm Mikhael VII buộc bà thoái vị và vào trong một tu viện. Ngay sau khi bị phế truất, bà có kế hoạch khôi phục Romanos IV lên ngôi hoàng vị đồng thời phế truất Ioannes Doukas cùng với Anna Dalassene, chị dâu của vị hoàng đế bị phế truất Isaakios I Komnenos nhưng không thành công. Sau khi Mikhael VII bị phế truất thì được vị hoàng đế kế nhiệm là Nikephoros III Botaneiates mời về Constantinopolis làm vợ nhưng cũng không thành. - Với Konstantinos X Doukas:1. Mikhael VII Doukas 2. Andronikos Doukas 3. Konstantios Doukas 4. Zoe Doukaina - Với Romanos IV Diogenes: 1. Leon Diogenes 2. Nikephoros Diogenes |                | [ 147 ] [ 148 ] |
| Eudokia Makrembolitissa (k. 1006 – 23 tháng 5 năm 1067) | Romanos IV                        | 23 tháng 11 năm 1059 – Tháng 11 năm 1071 | Con của John Makrembolites và cháu ngoại của Mikhael I Kiroularios, thượng phụ thành Constantinopolis. Nhận tước hiệu augusta không lâu sau khi chồng đăng quang ngày 23 tháng 11 năm 1059. Sau khi chồng đầu mất bà làm đồng nữ hoàng cùng Mikhael VII và Konstantios Doukas (riêng với Mikhael VII thì bà kiêm luôn nhiếp chính). Cưới chồng sau là Romanos IV ngày 1 tháng 1 năm 1068 (ông đăng quang không và lấn át quyền lực của người chồng này. Sau khi chồng sau thua trận và bị quân Seljuk bắt giữ tại Manzikert ngày 26 tháng 8 năm 1071 thì ngày 1 tháng 10 sau đó nghị viện Đông La Mã tiến hành phế truất ông này và tôn bà cùng Mikhael VII lên làm đồng quân chủ trong thời gian ngắn; sau đó 1 năm Mikhael VII buộc bà thoái vị và vào trong một tu viện. Ngay sau khi bị phế truất, bà có kế hoạch khôi phục Romanos IV lên ngôi hoàng vị đồng thời phế truất Ioannes Doukas cùng với Anna Dalassene, chị dâu của vị hoàng đế bị phế truất Isaakios I Komnenos nhưng không thành công. Sau khi Mikhael VII bị phế truất thì được vị hoàng đế kế nhiệm là Nikephoros III Botaneiates mời về Constantinopolis làm vợ nhưng cũng không thành. - Với Konstantinos X Doukas:1. Mikhael VII Doukas 2. Andronikos Doukas 3. Konstantios Doukas 4. Zoe Doukaina - Với Romanos IV Diogenes: 1. Leon Diogenes 2. Nikephoros Diogenes |                | [ 147 ] [ 148 ] |
| Marta xứ Alania (k. 1050 – Sau năm 1103)                |                                   | 1066/1071 – 1 tháng 4 năm 1078           | Con gái Bagrat IV của Gruzia. Bị gửi làm con tin tại Constantinopolis khi bà 5 tuổi (và trở về trong cùng năm). Cưới phó hoàng đế Mikhael (sau là Mikhael VII) năm 1065. Sau khi chồng đầu bị ép thoái vị thì bà cùng con trai đã có lúc này là Konstantinos Doukas vào trong một tu viện tại Petrion nhưng không trở thành nữ tu. Cưới chồng sau Nikephoros III năm 1078 nhưng do sớm không hài lòng với ông về vấn đề công nhận con trai bà lên làm người thừa kế ngôi vị hoàng đế nên đã tham gia với tướng Alexios Komnenos và lật đổ người chồng sau của bà năm 1081. Con trai bà sau đó được phong người thừa kế nhưng khi con trai Ioannes II của Alexios ra đời thì thoả thuận bị huỷ bỏ và bà buộc phải vào sống trong tu viện; sau đó khi con bà (vẫn còn giữ tước vị đồng phó hoàng đế) mất thì bà trở thành nữ tu tại một nhà thờ gần Gruzia (nhưng vẫn nằm trong lãnh thổ Đông La Mã). Với Mikhael VII Doukas:1. Konstantios Doukas - Với Nikephoros III Botaneiates thì bà không có con. | Mikhael VII    | [ 149 ] [ 150 ] |
| Marta xứ Alania (k. 1050 – Sau năm 1103)                | Nikephoros III Botaneiates        | 1066/1071 – 1 tháng 4 năm 1078           | Con gái Bagrat IV của Gruzia. Bị gửi làm con tin tại Constantinopolis khi bà 5 tuổi (và trở về trong cùng năm). Cưới phó hoàng đế Mikhael (sau là Mikhael VII) năm 1065. Sau khi chồng đầu bị ép thoái vị thì bà cùng con trai đã có lúc này là Konstantinos Doukas vào trong một tu viện tại Petrion nhưng không trở thành nữ tu. Cưới chồng sau Nikephoros III năm 1078 nhưng do sớm không hài lòng với ông về vấn đề công nhận con trai bà lên làm người thừa kế ngôi vị hoàng đế nên đã tham gia với tướng Alexios Komnenos và lật đổ người chồng sau của bà năm 1081. Con trai bà sau đó được phong người thừa kế nhưng khi con trai Ioannes II của Alexios ra đời thì thoả thuận bị huỷ bỏ và bà buộc phải vào sống trong tu viện; sau đó khi con bà (vẫn còn giữ tước vị đồng phó hoàng đế) mất thì bà trở thành nữ tu tại một nhà thờ gần Gruzia (nhưng vẫn nằm trong lãnh thổ Đông La Mã). Với Mikhael VII Doukas:1. Konstantios Doukas - Với Nikephoros III Botaneiates thì bà không có con. |                | [ 149 ] [ 150 ] |

### Hoàng triều Komnenos (1081 – 1115)
| Tên (Sinh – mất)                                | Chân dung    | Thời gian hậu vị                           | Ghi chú Con cái | Hoàng đế   | Ct              |
| ----------------------------------------------- | ------------ | ------------------------------------------ | --- | ---------- | --------------- |
| Eirene Doukaina (k. 1066 – 19 tháng 2 năm 1138) |              | 1 tháng 4 năm 1081 – 15 tháng 8 năm 1118   | Con của protovestiarios và protoproedros là Andronikos Doukas và Mariya của Bulgaria. Kết hôn với Alexios I Komenos năm 1078. Được cho là có âm mưu phản đối con trai đầu tiên của bà là Ioannes II kế vị; thay vào đó bà ủng hộ vợ chồng người con gái đầu lòng là Anna Komene lên ngôi. Sau khi Alexios mất và Ioannes II lên ngôi không lâu thì bà cùng Anna âm mưu chống lại Ioannes II nhưng không thành công và bị buộc phải vào nữ tu viện Kecharitomene cho đến lúc mất. 1. Anna Komnene 2. Maria Komnene 3. Ioannes II Komnenos 4. Andronikos Komnenos 5. Isaakios Komnenos 6. Eudokia Komnene 7. Theodora Komnene 8. Manuel Komnenos 9. Zoe Komnene | Alexios I  | [ 151 ] [ 152 ] |
| Eirene của Hungary (? – 13 tháng 8 năm 1134)    |              | 1104 – 13 tháng 8 năm 1134                 | Con gái của vua László I của Hungary và Adelheid xứ Rheinfelden. Được người kế nhiệm ở Hungary và cũng là cháu bà là Könyves đàm phán để cưới Ioannes II. Ít tham gia vào chính trường Đông La Mã. Sau được tôn lên làm thánh. 1. Alexios Komnenos 2. Maria Komnene 3. Alexios Komnenos 4. Anna Komnene 5. Isaac Komnenos 6. Theodora Komnene 7. Eudokia Komnene 8. Manuel I Komnenos | Ioannes II | [ 153 ] [ 154 ] |
| Bertha xứ Sulzbach (? – 1159/1160)              | —            | 1146 – 1159/1160                           | Con gái của Bá tước Berengar II xứ Sulzbach và người vợ thứ hai của ông là Adelheid xứ Wolfratshausen. Bà là chị dâu của vua La Mã-Đức Konrad III. 1. Maria Komnene 2. Anna Komnene | Manuel I   | [ 155 ] [ 156 ] |
| Maria thành Antioch (1145 – 1182)               |              | 25 tháng 12 năm 1161 – 24 tháng 9 năm 1180 | Con gái của Nữ Thân vương Constance thành Antioch và chồng đầu của bà là Raymond xứ Poitiers. Sau khi Manuel I mất bà đi tu với tên "Xene" nhưng trên thực tế nhiếp chính cho con trai Manuel II. Qúa trình nhiếp chính của bà gây ra rất nhiều mâu thuẫn trong đế quốc mà đỉnh điểm là việc phế truất bà trong sự kiện thảm sát người Latinh do người chú của Manuel I và cũng là hoàng đế cuối cùng của nhà Komnenos là Andronikos I Komnenos kích động. Hình ảnh của bà sau đó bị Andronikos I xoá bỏ ở Constantinopolis. 1. Alexios II Komnenos | Manuel I   | [ 157 ] [ 158 ] |
| Agnes của Pháp (1171 – 1220/sau năm 1240)       |              | 2 tháng 3 năm 1180 – 12 tháng 9 năm 1185   | Con gái của Louis VII của Pháp và Adele xứ Champagne, người vợ thứ ba của ông. Sau lễ cưới Alexios II bà được đổi tên lại là Anna. Cưới người chồng thứ hai là Andronikos I không lâu sau khi ông này lên nắm quyền tại Đông La Mã. Sau này khi đế quốc Đông La Mã sụp đổ, bà còn kết hôn với Theodoros Branas, một trong những tướng lĩnh Đông La Mã đầu quân cho đế quốc Latinh. Không có ghi chép về việc bà có được phong tước hiệu augusta hay không. Không có con (Với cả hai người chồng này) | Alexios II | [ 159 ]         |
| Agnes của Pháp (1171 – 1220/sau năm 1240)       | Andronikos I | 2 tháng 3 năm 1180 – 12 tháng 9 năm 1185   | Con gái của Louis VII của Pháp và Adele xứ Champagne, người vợ thứ ba của ông. Sau lễ cưới Alexios II bà được đổi tên lại là Anna. Cưới người chồng thứ hai là Andronikos I không lâu sau khi ông này lên nắm quyền tại Đông La Mã. Sau này khi đế quốc Đông La Mã sụp đổ, bà còn kết hôn với Theodoros Branas, một trong những tướng lĩnh Đông La Mã đầu quân cho đế quốc Latinh. Không có ghi chép về việc bà có được phong tước hiệu augusta hay không. Không có con (Với cả hai người chồng này) |            | [ 159 ]         |

### Hoàng triều Angelos (1185 – 1204)
| Tên (Sinh – mất)                                   | Chân dung | Thời gian hậu vị                          | Ghi chú Con cái | Hoàng đế    | Ct      |
| -------------------------------------------------- | --------- | ----------------------------------------- | --- | ----------- | ------- |
| Margit của Hungary (1175 – sau năm 1223)           | —         | Đầu năm 1186 – 8 tháng 4 năm 1195         | Con gái đầu tiên của Béla III của Hungary và Agnes thành Antioch. Sau khi người chồng Isaakios II của bà mất và không lâu sau đó nữa là đế quốc Đông La Mã sụp đổ thì bà còn làm vương hậu cho Boniface I xứ Montferrat và nhiếp chính ở vương quốc Thessaloniki (một trong những nhà nước vùng Balkan được thành lập sau cuộc Thập tự chinh thứ tư) cho con đầu Demetrios xứ Montferrat. Sau này bà sang Hungary và có thêm một người chồng cùng hai đứa con trai của ông nữa trước khi mất. Không có thông tin ghi chép về việc phong augusta cho bà. 1. Manuel Angelos 2. Ioannes Angelos | Isaakios II | [ 160 ] |
| Margit của Hungary (1175 – sau năm 1223)           | —         | 19 tháng 7 năm 1203 – 27 tháng 1 năm 1204 | Con gái đầu tiên của Béla III của Hungary và Agnes thành Antioch. Sau khi người chồng Isaakios II của bà mất và không lâu sau đó nữa là đế quốc Đông La Mã sụp đổ thì bà còn làm vương hậu cho Boniface I xứ Montferrat và nhiếp chính ở vương quốc Thessaloniki (một trong những nhà nước vùng Balkan được thành lập sau cuộc Thập tự chinh thứ tư) cho con đầu Demetrios xứ Montferrat. Sau này bà sang Hungary và có thêm một người chồng cùng hai đứa con trai của ông nữa trước khi mất. Không có thông tin ghi chép về việc phong augusta cho bà. 1. Manuel Angelos 2. Ioannes Angelos | Isaakios II | [ 160 ] |
| Euphrosyne Doukaina Kamatira (k. 1155 – 1210/1211) |           | 8 tháng 4 năm 1195 – 18 tháng 7 năm 1203  | Con gái Andronikos Doukas, một megas droungarios và pansebastos. Cưới Alexios III Angelos khoảng năm 1169. Tham gia vào cuộc đảo chính của Isaakios II. Bị buộc phải vào một tu viện ở Nematarea trong khoảng thời gian làm đế hậu từ khoảng tháng 10 năm 1196 cho đến đầu năm 1197 vì được cho là ngoại tình với Vatatzes, một trong những quan chức triều đình dưới quyền bà. Bị Alexios IV tổng giam ngay sau khi chồng bà bị phế truất. Sau chạy trốn khỏi Constatinopolis cùng với Alexios V Doukas nhưng bị bắt giam lại bởi Boniface xứ Montferrat. Sau này bà được người chú là Michael I Komnenos Doukas chuộc về và sống tại Arta cho đến lúc mất. Ghi nhận tước vị augusta (ΑΥΓΟΥCΤΑ) trên một số hình ảnh của bà. 1. Eirene Angelina 2. Anna Angelina 3. Eudokia Angelina | Alexios III | [ 161 ] |

### Hoàng triều Laskaris (1205 – 1258)
Ghi chú: Sự cai trị của người La Mã ở Constantinopolis bị gián đoạn sau cuộc thập tự chinh thứ tư. Dù sau đó đế quốc Latinh có được thành lập và cai trị Constantinopolis, tuy nhiên các nhà sử học hiên đại công nhận nhánh Laskaris cai trị đế quốc Nikaia phía Tây đế quốc Latinh mới là nhánh kế thừa hợp pháp của các hoàng đế Đông La Mã cai trị trước đó khi mà sau này đế quốc Nicaea tái chiếm Constantinopolis. Đối với phối ngẫu của các nhánh gia tộc khác cai trị nhà nước kế thừa Đông La Mã khác có liên quan, xem danh sách phối ngẫu hoàng gia của các nhà nước kế thừa đế quốc Đông La Mã.
Danh xưng augusta xuất hiện trên huy hiệu của Eirene Laskarina, nhưng không rõ những vị hoàng hậu khác có sử dụng tước hiệu này hay không. 
| Tên (Sinh – mất)                                 | Chân dung | Thời gian hậu vị                      | Ghi chú Con cái | Hoàng đế                    | Ct              |
| ------------------------------------------------ | --------- | ------------------------------------- | --- | --------------------------- | --------------- |
| Anna Komnene Angelina (k. 1176 – 1212)           | —         | 1205 – Khoảng năm 1212                | Con gái của Alexios III Angelos và Euphrosyne Doukaina Kamatira. Chồng đầu của bà là Isaac Komnenos Vatatzes, chắt đằng nội (tức phía gia tộc nhà Vatatzes) của Manuel I Komenos và là một sevastokrator dưới thời cha bà. Cưới chồng sau là Theodore I Laskaris, người sẽ trở thành hoàng đế Nikaia sau này, vào đầu năm 1200. 1. Nikolaos Laskaris 2. Ioannes Laskaris 3. Erene Laskarina 4. Maria Laskarina 5. Eudokia Laskarina                                                                                       | Theodoros I                 | [ 162 ]         |
| Pilippine của Armenia (k. 1183 – Trước năm 1219) | —         | 1214 – 1216                           | Con gái Rruben III của Armenia với Isabelle thành Toron. Hứa hôn hai lần trước đó nhưng đều không thể thực hiện được. Bị huỷ hôn năm 1216 với Theodore mà không rõ nguyên nhân, còn con trai Konstantinos của bà bị huỷ quyền thừa kế ngôi vị của cha mình. 1. Konstantinos Laskaris | Theodoros I                 | [ 163 ]         |
| Marie xứ Courtenay (k. 1204 – Tháng 9 năm 1228)  | —         | 1219 – Tháng 11 năm 1221              | Con gái của hoàng đế Latinh Pierre II xứ Courtenay và Yolande xứ Hainault-Flanders. Nhiếp chính một thời gian ngắn tại Nikaia cho Ioannes III Doukas Vatatzes năm 1122 và tại đế quốc Latinh (tự xưng là nữ hoàng, và với chức nhiếp chính của bà là trọn đời) cho Baudouin II xứ Courtenay năm 1228. Không có con | Theodoros I                 | [ 164 ]         |
| Erene Laskarina (? – Mùa hè năm 1240)            |           | Tháng 12 năm 1221 – Mùa hè năm 1240   | Con của Theodoros I Laskaris và Anna Komnene Angelina. Cưới chồng đầu là tướng Andronikos Palaiologos tháng 2 năm 1216, nhưng Andronikos mất sớm sau cuộc hôn nhân này. Không lâu sau đó bà cưới vị hoàng đế tương lai Ioannes III Doukas Vatatzes (chắc chắn là trước năm 1221, khi người con đầu lòng của họ là Theodoros II Laskaris ra đời). Bà bị ngã ngựa và bị thương nặng sau đó (đến mức bà không thể sinh con được nữa). Không lâu sau bà thoái vị và vào tu viện với tên ''Eugenia''. 1. Theodoros II Laskaris | Ioannes III Doukas Vatatzes | [ 165 ] [ 166 ] |
| Anna nhà Staufer (1230 – Tháng 4 năm 1307)       | —         | Khoảng năm 1244 – 3 th́áng 11 năm 1254 | Con gái của hoàng đế La Mã Thần thánh Friedrich II nhà Staufer và Bianca Lancia, với tên khai sinh là ''Konstanze''. Sau khi chồng mất bà ở lại đế quốc một thời gian cho đến khi bà rời khỏi đế quốc và khởi hành đến vương quốc Sicilia vào năm 1263. Sau này bà còn dạt tới tận vương quốc Aragon và mất với tư cách là một nữ tu tại Valencia. Không có con. | Ioannes III Doukas Vatatzes | [ 167 ]         |
| Elena Asenina của Bulgaria (k. 1224 – 1252)      | —         | Mùa xuân năm 1235 – 1252              | Con gái Ivan Asen II của Bulgaria và Anna Maria của Hungary. Cưới Theodoros II Laskaris khoảng năm 1235, khi ông này tuyên bố là đồng hoàng đế (nhưng không thành). Không là hoàng hậu khi ông này trở thành hoàng đế đơn nhất cai trị Nicaea (1254 – 1258). 1. Irene Doukaina Laskarina 2. Maria Doukaina Laskarina 3. Theodora 4. Eudoxia Laskarina Asanina 5. Ioannes IV Laskaris | Theodoros II                | [ 168 ] [ 169 ] |

### Hoàng triều Palaiologos (1259 – 1439)
Danh xưng augusta xuất hiện trên huy hiệu của Theodora, Violante-Erene, Rrita-Maria và Anna xứ Savoia cũng như các bức tiểu hoạ của Jelena Dragaš. Không có huy hiệu hay tài liệu nào khác còn tồn tại có ghi chép cụ thể về các hoàng hậu còn lại, đặc biệt là việc phong augusta cho các bà; mặc dù các bà nhiều khả năng được phong tước hiệu này khi đã là hoàng hậu Đông La Mã.
| Tên (Sinh – mất)                                                      | Chân dung                                 | Thời gian hậu vị                              | Ghi chú Con cái | Hoàng đế                | Ct              |
| --------------------------------------------------------------------- | ----------------------------------------- | --------------------------------------------- | --- | ----------------------- | --------------- |
| Theodora Doukaina Komnene Palaiologina (k. 1240 – 4 tháng 3 năm 1303) |                                           | 1 tháng 1 năm 1259 – 11 tháng 12 năm 1282     | Con gái của Ioannes Doukas Vatatzes (tức cháu gái của sebastokrator Isaakios Doukas Vatatzēs) và Eudokia Angelina. Cưới Mikhael VIII năm 1253. Sau khi chồng mất năm 1282 thì bà thoái vị và bảo trợ cho các hoạt động giáo dục cũng như tôn giáo cho đến lúc mất. 1. Manuel Palaiologos 2. Erene Palaiologos 3. Andronikos II Palaiologos 4. Anna Palaiologina 5. Konstantinos Palaiologos 6. Theodora Palaiologina 7. Eudokia Palaiologina 8. Theodore Komnenos Palaiologos | Mikhael VIII            | [ 170 ] [ 171 ] |
| Anna của Hungary (k. 1260 – 1281)                                     | —                                         | 8 tháng 11 năm 1272 – 1281                    | Con cuả István V (với Elizabeth người Cuman) và là chắt ngoại gái của Theodoros I Laskaris. 1. Mikhael IX Palaiologos 2. Konstantinos Palaiologos | Andronikos II           | [ 172 ]         |
| Erene-Violante xứ Montferrat (k. 1274 – 1317)                         |                                           | 1284/1289 – 1317                              | Con của Guglielmo VII xứ Montferrat và Beatriz xứ Castilla. Đóng vai trò lớn trong việc can thiệp để đưa con của người con kế của bà là Mikhael IX Andronikos III Palaiologos lên ngôi thay cho chính Mikhael IX. Bà rời khỏi Constantinopolis vào năm 1303, chuyển đến thành Thessaloniki và cai trị thành phố này cho đến lúc mất. 1. Ioannes Palaiologos 2. Bartholomaios Palaiologos 3. Theodoros Palaiologos/Teodoro xứ Montferrat 4. Simonis Palaiologina 5. Theodora Palaiologina 6. Demetrios Palaiologos 7. Isaakios Palaiologos | Andronikos II           | [ 173 ] [ 174 ] |
| Rrita-Maria của Armenia (k. 1274 – 1317)                              |                                           | 16 tháng 1 năm 1294 – 12 tháng 10 năm 1320    | Con của Levon II của Armenia và Kerran xứ Lambron. Bà đổi tên là Maria khi vào triều đình Đông La Mã. Thoái vị và trở về tu viện sống với tên "Xene" cho đến lúc mất. 1. Andronikos III Palaiologos 2. Manuel Palaiologos 3. Anna Palaiologina 4. Theodora Palaiologina | Mikhael IX              | [ 175 ]         |
| Erene xứ Braunschweig (1293 – 16/17 tháng 8 năm 1324)                 | —                                         | 23 tháng 10 năm 1317 – 16/17 tháng 8 năm 1324 | Con của Heinrich I, Công tước xứ Braunschweig-Grubenhagen và Agnes xứ Meißen, tên lúc sinh là Adelheid. Cưới Andronikos III Palaiologos tháng 3 năm 1318. Mất tại Raidestos trước khi chồng trở thành hoàng đế đơn nhất của Đông La Mã 1. Một người con trai không rõ tên | Andronikos III          | [ 176 ]         |
| Anna xứ Savoia (c. 1306 – c. 1365)                                    |                                           | Tháng 10 năm 1326 – 15 tháng 6 năm 1341       | Con của Amedeo V, Bá tước xứ Savoia và Marie xứ Brabant, tên khi sinh là Giovanna. Hứa hôn với Andronikos III Palaiologos tháng 9 năm 1325. Nhiếp chính cùng Ioannes VI Kantakouzenos cho con trai Ioannes V Palaiologos, tuy nhiên sau này bà tuyên bố Ioannes VI là kẻ thù quốc gia, châm ngòi cho cuộc nội chiến Đông La Mã kéo dài 6 năm. Giống như Erene xứ Montferrat, bà cũng cai trị trên thực tế tại Thesaloniki sau khi rời Constantinopolis đến đây vào năm 1351. Trở thành nữ tu vào khoảng năm 1365 dưới tên ''Anastasia'' cho đến khi mất cùng năm. 1. Maria-Erene Palaiologina 2. Ioannes V Palaiologos 3. Mikhael Palaiologos 4. Erene-Maria Palaiologina | Andronikos III          | [ 172 ] [ 177 ] |
| Erene Asanina (k. 1300 – Trước năm 1379)                              | —                                         | 8 tháng 2 năm 1347 – 10 tháng 12 năm 1354     | Con của epitropos (Tạm dịch: Giám quản trưởng) tỉnh Morea là Andronikos Asan và là chắt gái đằng nội của Mikhael VIII Palaiologos. Tuyên bố Hoàng hậu cùng chồng tháng 10 năm 1341. Là chỉ huy quân sự tại thành Didymoteicho trong cuộc nội chiến Đông La Mã 1341–1347, tại Constantinopolis năm 1348 chống Genoa cũng như là một tướng lĩnh trong lực lượng của Ioannes V Palaiologos năm 1353. Trở thành nữ tu dưới tên Eugenia tại Hagia Martha tại Constantinopolis, rồi đến Morea rồi quay lại Constantinopolis, có lẽ là cho đến lúc mất. 1. Matthaios Kantakouzenos 2. Manouel Kantakouzenos 3. Andronikos Kantakouzenos 4. Maria Kantakouzene 5. Theodora Kantakouzene 6. Helena Kantakouzene | Ioannes VI              | [ 178 ] [ 179 ] |
| Eleni Kantakuzini (1333 – 10 tháng 12 năm 1396)                       | —                                         | 28 tháng 5 năm 1347 – 12 tháng 8 năm 1376     | Con của Ioannes VI Kantakouzenos và Erene Asanina. Mất ngôi vị hoàng hậu sau khi Andronikos IV đảo chính. Bị bắt giữ làm con tim bởi Andronikos IV tới Galata cùng cha và hai người chị cho tới tận tháng 5 năm 1381, gần 2 năm sau khi Ioannes V trốn thoát thành công và khôi phục ngôi vị hoàng đế. Sau khi chồng mất thì trở thành một nữ tu tại Kyra Martha dưới tên Hypomone. 1. Andronikos IV Palaiologos 2. Erene Palaiologina 3. Manuel II Palaiologos 4. Theodoros I Palaiologos 5. Mikhael Palaiologos 6. Maria Palaiologina 7. Một người con gái cưới Pierre II xứ Síp 8. Một người con gái vào tu viện năm 1373 (có lẽ khác với những người con khác đã liệt kê trong danh sách này) 9. Một người con gái cưới Bayezid I, con trai Murad I 10. Một người con gái cưới Yakub Çelebi, con trai Murad I                                                                      | Ioannes V               | [ 180 ] [ 181 ] |
| Eleni Kantakuzini (1333 – 10 tháng 12 năm 1396)                       | —                                         | 1 tháng 7 năm 1379 – 14 tháng 4 năm 1390      | Con của Ioannes VI Kantakouzenos và Erene Asanina. Mất ngôi vị hoàng hậu sau khi Andronikos IV đảo chính. Bị bắt giữ làm con tim bởi Andronikos IV tới Galata cùng cha và hai người chị cho tới tận tháng 5 năm 1381, gần 2 năm sau khi Ioannes V trốn thoát thành công và khôi phục ngôi vị hoàng đế. Sau khi chồng mất thì trở thành một nữ tu tại Kyra Martha dưới tên Hypomone. 1. Andronikos IV Palaiologos 2. Erene Palaiologina 3. Manuel II Palaiologos 4. Theodoros I Palaiologos 5. Mikhael Palaiologos 6. Maria Palaiologina 7. Một người con gái cưới Pierre II xứ Síp 8. Một người con gái vào tu viện năm 1373 (có lẽ khác với những người con khác đã liệt kê trong danh sách này) 9. Một người con gái cưới Bayezid I, con trai Murad I 10. Một người con gái cưới Yakub Çelebi, con trai Murad I                                                                      | Ioannes V               | [ 180 ] [ 181 ] |
| Eleni Kantakuzini (1333 – 10 tháng 12 năm 1396)                       | —                                         | 17 tháng 9 năm 1390 – 16 tháng 2 năm 1391     | Con của Ioannes VI Kantakouzenos và Erene Asanina. Mất ngôi vị hoàng hậu sau khi Andronikos IV đảo chính. Bị bắt giữ làm con tim bởi Andronikos IV tới Galata cùng cha và hai người chị cho tới tận tháng 5 năm 1381, gần 2 năm sau khi Ioannes V trốn thoát thành công và khôi phục ngôi vị hoàng đế. Sau khi chồng mất thì trở thành một nữ tu tại Kyra Martha dưới tên Hypomone. 1. Andronikos IV Palaiologos 2. Erene Palaiologina 3. Manuel II Palaiologos 4. Theodoros I Palaiologos 5. Mikhael Palaiologos 6. Maria Palaiologina 7. Một người con gái cưới Pierre II xứ Síp 8. Một người con gái vào tu viện năm 1373 (có lẽ khác với những người con khác đã liệt kê trong danh sách này) 9. Một người con gái cưới Bayezid I, con trai Murad I 10. Một người con gái cưới Yakub Çelebi, con trai Murad I                                                                      | Ioannes V               | [ 180 ] [ 181 ] |
| Elene Palaiologina (? – sau năm 1356)                                 | —                                         | 14 tháng 5 năm 1353 – Tháng 12 năm 1357       | Con của despotēs Demetrios Palaiologos và là cháu gái nội của Andronikos II Palaiologos. Được cho là cưới Matthaios năm 1340. Bị bắt giữ làm con tim bởi người Serbia cùng chồng. Sau này được Ioannes V chuộc về nhưng bị sau khi chồng bị bắt thoái vị thì bà không được coi là hoàng hậu nữa. Số phận sau này không rõ. 1. Ioannes Kantakouzinos 2. Demetrios I Kantakouzenos 3. Theodora Kantakouzene 4. Eleni Asanina Kantakouzene 5. Maria Kantakouzene 6. Theodoros Kantakouzenos (?) | Matthaios Kantakouzenos | [ 176 ]         |
| Keratsa-Maria của Bulgaria (1346/1348 – 1390/c. 1400/1403)            |                                           | Mùa xuân 1356 – 30 tháng 5 năm 1373           | Con của Ivan Aleksandǎr của Bulgaria và Teodora-Sara. Hứa hôn với Andronikos IV ngày 17 tháng 8 năm 1355. Bị giam cùng chồng bà và các con khi Andronikos IV tiến hành đảo chính chống lại sultan Ottoman Murad I năm 1373, sau đó được người Genova giải cứu. Làm hoàng hậu trở lại khi chồng bà phế truất Ioannes V, tuy nhiên khi ông này phục vị thì Andronikos IV buộc phải chạy trốn mặc dù được tuyên bố là đồng hoàng đế. Địa vị của họ được tái công nhận tháng 5 năm 1381, tuy nhiên nội chiến giữa hai cha con họ (Ioannes V và Andronikos IV) không kết thúc trước khi người con - tức chồng bà (Andronikos IV) - mất. Sau này bà trở thành nữ tu với tên "Mathissa" cho đến lúc mất Họ có với nhau 3 người con, 1 trai và 2 gái nhưng chỉ có người con trai là biết được tên, còn hai người con gái kia thậm chí còn không có ghi chép gì thêm.1. Ioannes VII Palaiologos | Andronikos IV           | [ 182 ]         |
| Keratsa-Maria của Bulgaria (1346/1348 – 1390/c. 1400/1403)            | 12 tháng 8 năm 1376 – 28 tháng 6 năm 1385 |                                               | Con của Ivan Aleksandǎr của Bulgaria và Teodora-Sara. Hứa hôn với Andronikos IV ngày 17 tháng 8 năm 1355. Bị giam cùng chồng bà và các con khi Andronikos IV tiến hành đảo chính chống lại sultan Ottoman Murad I năm 1373, sau đó được người Genova giải cứu. Làm hoàng hậu trở lại khi chồng bà phế truất Ioannes V, tuy nhiên khi ông này phục vị thì Andronikos IV buộc phải chạy trốn mặc dù được tuyên bố là đồng hoàng đế. Địa vị của họ được tái công nhận tháng 5 năm 1381, tuy nhiên nội chiến giữa hai cha con họ (Ioannes V và Andronikos IV) không kết thúc trước khi người con - tức chồng bà (Andronikos IV) - mất. Sau này bà trở thành nữ tu với tên "Mathissa" cho đến lúc mất Họ có với nhau 3 người con, 1 trai và 2 gái nhưng chỉ có người con trai là biết được tên, còn hai người con gái kia thậm chí còn không có ghi chép gì thêm.1. Ioannes VII Palaiologos | Andronikos IV           | [ 182 ]         |
| Jelena Dragaš (k. 1372 – 23 tháng 3 năm 1450)                         |                                           | Tháng 2 năm 1392 – 21 tháng 7 năm 1425        | Con gái của đại quý tộc Serbia Konstantin Dejanović. Sau khi chồng thoái vị thì bà trở thành nữ tu tại tu viện Kyra Martha. Tuy nhiên sau khi con trai cả là Ioannes VIII mất thì xảy ra tranh chấp kế vị, buộc bà phải nhiếp chính cho đến khi Konstantinos XI từ xứ Mistra tới Constantinopolis. Bà cũng hỗ trợ người con trai này của bà lên ngôi bằng cách kêu gọi Murad II can thiệp theo hướng có lợi cho Konstantinos XI. Mất tại Constantinopolis 1. Trưởng nữ (Không rõ tên). 2. Konstantinos Palaiologos 3. Ioannes VIII Palaiologos 4. Theodoros II Palaiologos 5. Thứ nữ (Không rõ tên). 6. Andronikos Palaiologos 7. Mikhael Palaiologos 8. Konstantinos XI Palaiologos 9. Demetrios Palaiologos 10. Thomas Palaiologos | Manuel II               | [ 183 ] [ 184 ] |
| Erene Gattilusio (? – 1 tháng 1 năm 1440)                             | —                                         | 1399 – 22 tháng 9 năm 1408                    | Con gái của Francesco II Gattilusio và Valentina Doria. Cưới người chú hai bên nội là Ioannes VII Palaiologos trước tháng 8 năm 1397. Sau khi chồng bị trục xuất khỏi Constantinopolis vì âm mưu giành ngai vàng thì bà cùng chồng đến Thessaloniki và thành lập chính quyền riêng ở đó. Hai vợ chồng bà cũng được phép giữ các tước hiệu tương ứng khi bị trục xuất. Sau khi chồng mất thì bà đi đến Lemnos và trở thành một nữ tu dưới tên Eugenia cho đến lúc mất. 1. Andronikos V Palaiologos | Ioannes VII             | [ 176 ] [ 185 ] |
| Anna của Moskva (1393 – Tháng 8 năm 1417)                             |                                           | 1393 – Tháng 8 năm 1417                       | Con gái của Vasily I Dmitryevich và Sofija của Litva. Cưới Ioannes VIII Palaiologos năm 1414. Mất vì dịch bệnh, có khả năng là do dịch hạch gây ra. Không có con | Ioannes VIII            | [ 172 ]         |
| Sofia xứ Montferrat (? – 21 tháng 8 năm 1431)                         | —                                         | 19 tháng 1 năm 1421 – Tháng 8 năm 1426        | Con gái của Teodoro II Paleologo và Joanna xứ Bar. Mặc dù có cử đại sứ Nikolaos Eudaimonoioannis đến gặp giáo hoàng nhằm tìm kiếm sự chấp thuận hôn nhân giữa bà với Ioannes VIII, mối quan hệ của họ sớm trở nên lạnh nhạt và Ioannes hoàn toàn tránh mặt và để cô ở lại Constantinopolis một mình. Sau đó bà rời Constantinopolis về quê hương để rồi mất tại đây mà không kết hôn thêm một lần nào nữa. Không có con | Ioannes VIII            | [ 186 ]         |
| Maria Komnene xứ Trapezous (1404 – 17 tháng 12 năm 1439)              |                                           | Tháng 9 năm 1427 – 17 tháng 12 năm 1439       | Con gái của Alexios IV Megas Komnenos xứ Trapezous và Theodora Kantakouzene. Đàm phán để cưới bà diễn ra từ năm 1426 và đến tháng 8 năm sau thì bà cập bến tại Constantinopolis để làm lễ cưới. Mất sau 12 năm kết hôn, có lẽ là do dịch hạch. Không có con | Ioannes VIII            | [ 187 ]         |

### Trích dẫn
1. ↑  Garland 1999, tr. 1–4.
2. ↑  Kienast, Eck & Heil, tr. 60.
3. ↑  Kajava 1984.
4. 1 2  Suetonius. "Caligula". De vita.
5. 1 2  Cassius Dio. "Book 59". Historia.
6. ↑  Kienast, Eck & Heil, tr. 79.
7. ↑  Kienast, Eck & Heil, tr. 84–85.
8. ↑  Kienast, Eck & Heil, tr. 86–87.
9. ↑  Kienast, Eck & Heil, tr. 90–93.
10. ↑  Kienast, Eck & Heil, tr. 100.
11. ↑  Kienast, Eck & Heil, tr. 112.
12. ↑  Kienast, Eck & Heil, tr. 120.
13. ↑  Kienast, Eck & Heil, tr. 125–126.
14. ↑  Iovine 2018.
15. ↑  Kienast, Eck & Heil, tr. 130.
16. ↑  Kienast, Eck & Heil, tr. 137.
17. ↑  Kienast, Eck & Heil, tr. 138.
18. ↑  Kienast, Eck & Heil, tr. 144.
19. ↑  Kienast, Eck & Heil, tr. 145.
20. ↑  Birley 2005, tr. 174.
21. ↑  Kienast, Eck & Heil, tr. 148.
22. ↑  Kienast, Eck & Heil, tr. 152–153.
23. ↑  Kienast, Eck & Heil, tr. 161.
24. ↑  "Life of Diadumenianus". Historia Augusta. Loeb Classical Library.
25. ↑  Kienast, Eck & Heil, tr. 166–167.
26. ↑  Historia Augusta, Life of Severus Alexander, 20:3
27. ↑  Kosmetatou, Elizabeth, The Public Image of Julia Mamaea. An Epigraphic and Numismatic Inquiry, in Latomus 61, 2002, pp. 409 note 38
28. ↑  Nind Hopkins, R. V. (1985). The Life of Alexander Severus. CUP Archive. tr. 56.
29. ↑  Kienast, Eck & Heil, tr. 173.
30. ↑  Vagi 2000, tr. 316.
31. ↑  DIR, Gordian I (238 A.D.).
32. ↑  Kienast, Eck & Heil, tr. 189.
33. ↑  Kienast, Eck & Heil, tr. 192.
34. ↑  Kienast, Eck & Heil, tr. 197.
35. ↑  Kienast, Eck & Heil, tr. 204.
36. ↑  Kienast, Eck & Heil, tr. 212.
37. ↑  PLRE, Vol 1, p. 830.
38. ↑  Kienast, Eck & Heil, tr. 227.
39. ↑  Watson 1999, tr. 109-115.
40. ↑  PLRE, Vol 1, p. 983.
41. 1 2  Kienast, Eck & Heil, tr. 252–253.
42. ↑  PLRE, Vol 1, p. 726.
43. ↑  Kienast, Eck & Heil, tr. 260.
44. ↑  PLRE, Vol 1, p. 316.
45. 1 2  PLRE, Vol 1, p. 937.
46. ↑  Kienast, Eck & Heil, tr. 275.
47. ↑  PLRE, Vol 1, p. 576.
48. ↑  Kienast, Eck & Heil, tr. 277.
49. 1 2  PLRE, Vol 1, p. 221.
50. ↑  PLRE, Vol 1, pp. 602–603.
51. ↑  PLRE, Vol 1, pp. 325–326.
52. ↑  Kienast, Eck & Heil, tr. 292.
53. ↑  Vanderspoel 2020, tr. 42–43.
54. ↑  PLRE, Vol 1, p. 226.
55. 1 2  Kienast, Eck & Heil, tr. 302.
56. ↑  PLRE, Vol 1, pp. 300–301.
57. ↑  PLRE, Vol 1, p. 326.
58. 1 2  PLRE, Vol 1, pp. 488–490.
59. 1 2  Kienast, Eck & Heil, tr. 305, 314.
60. ↑  PLRE, Vol 1, p. 201.
61. ↑  PLRE, Vol 1, p. 828.
62. ↑  Kienast, Eck & Heil, tr. 314.
63. ↑  PLRE, Vol 1, pp. 265, 690.
64. ↑  Kienast, Eck & Heil, tr. 317.
65. ↑  PLRE, Vol 1, p. 492.
66. ↑  Grierson 1992, tr. 7.
67. ↑  Cameron 1988.
68. ↑  PLRE, Vol 1, pp. 341–342.
69. 1 2  Kienast, Eck & Heil, tr. 326–327.
70. ↑  PLRE, Vol 1, p. 382.
71. ↑  Leeming 2005, tr. 246.
72. ↑  PLRE, Vol 2, p. 410.
73. ↑  ODB, tr. 174, 740.
74. ↑  PLRE, Vol 1, p. 558.
75. ↑  PLRE, Vol 2, p. 1112.
76. ↑  PLRE, Vol 2, pp. 408–409.
77. ↑  "Eudocia". Britannica.
78. ↑  PLRE, Vol 2, pp. 888–889.
79. ↑  ODB, tr. 818.
80. ↑  PLRE, Vol 2, pp. 410–412.
81. ↑  PLRE, Vol 2, pp. 929–930.
82. ↑  ODB, tr. 1757–1758.
83. ↑  Burgess 1994.
84. ↑  PLRE, Vol 2, pp. 423–424.
85. ↑  PLRE, Vol 2, p. 887.
86. ↑  PLRE, Vol 2, p. 777.
87. ↑  PLRE, Vol 2, p. 1156.
88. ↑  ODB, tr. 2160.
89. 1 2  PLRE, Vol 2, pp. 140–141.
90. 1 2  ODB, tr. 166–167.
91. ↑  PLRE, Vol 2, p. 1203.
92. ↑  PLRE, vol. 2, pp. 423.
93. ↑  PLRE, vol. 3, pp. 1240–1241.
94. ↑  Garland 1999, tr. 11–39.
95. ↑  PLRE, vol. 3, pp. 1179–1180.
96. ↑  Garland 1999, tr. 40–58.
97. ↑  PLRE, vol. 3, pp. 60–61.
98. ↑  PLRE, vol. 3, pp. 337–339.
99. ↑  PLRE, vol. 3, p. 772.
100. ↑  DIR, Fabia.
101. ↑  Garland 1999, tr. 61–72.
102. ↑  DIR, Gregoria.
103. ↑  PBE, Phausta 1; Pmbz, Phusta (#6119).
104. ↑  PBE, Anastasia 1; Pmbz, Anastasia (#228).
105. ↑  PBE, Eudokia 8; Pmbz, (#1624).
106. 1 2 3 4 5 6  Garland 1999, tr. 230.
107. ↑  ODB, tr. 1084–1085, 2084; DIR, Theodora; Grierson 1962, tr. 50–51.
108. ↑  PBE, Maria 3; PmbZ, Maria (#4723).
109. ↑  PBE, Eirene 3; PmbZ, Eirene (#1437).
110. ↑  PBE, Maria 1; PmbZ, Maria (#4725).
111. ↑  PBE, Eudokia 1; PmbZ, Eudokia (#1626).
112. ↑  PBE, Anna 1; PmbZ, Anna (#443).
113. ↑  ODB, tr. 1008–1009; Garland 1999, tr. 73–94.
114. 1 2  PBE, Eirene 1; PmbZ, Eirene (#1439).
115. ↑  Garland 1999, tr. 73–94.
116. ↑  PBE, Theodote 1; PmbZ, Theodote (#7899).
117. 1 2  Garland 1999, tr. 230; Niavis 1984, tr. 83.
118. ↑  DIR, Staurakios (A.D. 811).
119. ↑  PBE, Theophano 1; PmbZ, Theophano (#8164).
120. ↑  "Venerable Paul the Founder of the Xeropotamou Monastery On Mt Athos", Orthodox Church in America
121. ↑  PBE, Prokopia 1; PmbZ, Prokopia (#6351).
122. ↑  PBE, Theodosia 1; PmbZ, Theodosia (#7790).
123. ↑  PBE, Thekla 2; PmbZ, Thekla (#7259).
124. ↑  PBE, Euphrosyne 1; PmbZ, Thekla (#7259).
125. ↑  ODB, tr. 2037–2038; PBE, Theodora 2; PmbZ, Theodora (#7286).
126. ↑  Garland 1999, tr. 95–108.
127. ↑  PBE, Thekla 1; PmbZ, Thekla (#7261).
128. ↑  PBE, Eudokia 3; PmbZ, Eudokia Dekapolitissa (#1631).
129. ↑  ODB, tr. 739; PBE, Eudokia 2; PmbZ, Eudokia Ingerina (#1632).
130. ↑  ODB, tr. 2064; PmbZ, Theophano (#8165).
131. ↑  Grumel 1936.
132. ↑  PmbZ, Zoe Zautzina (#28505).
133. ↑  PmbZ, Eudokia Baïane (#21759).
134. ↑  ODB, tr. 2228; PmbZ, Zoe Karbonopsina (#28506).
135. ↑  PmbZ, Helene Lakapene (#22574).
136. ↑  PmbZ, Theodora (#27602).
137. ↑  PmbZ, Berta-Eudokia (#21156).
138. ↑  Garland 1999, tr. 126–135.
139. ↑  PmbZ, Theophano (#28125).
140. ↑  PmbZ, Theodora (# 27604).
141. ↑  PmbZ, Helene (#22578).
142. ↑  ODB, tr. 2228.
143. ↑  Garland 1999, tr. 136–160.
144. ↑  ODB, tr. 2038.
145. ↑  Garland 1999, tr. 161–167.
146. ↑  Varzos 1984, tr. 41–47.
147. ↑  ODB, tr. 739–740; PBW, Eudokia 1.
148. ↑  Garland 1999, tr. 168–179.
149. ↑  ODB, tr. 1298; PBW, Maria 61.
150. ↑  Garland 2006.
151. ↑  ODB, tr. 1009; PBW, Irene 61.
152. ↑  Garland 1999, tr. 180–198.
153. ↑  PBW, Irene 62.
154. ↑  Garland 1999, tr. 199.
155. ↑  PBW, Irene 66.
156. ↑  Garland 1999, tr. 199–201.
157. ↑  ODB, tr. 1298; PBW, Maria 63.
158. ↑  Garland 1999, tr. 201–209.
159. ↑  ODB, tr. 37, 64, 94; PBW, Agnes 101.
160. ↑  Garland 1999, tr. 224.
161. ↑  Garland 1999, tr. 210–224.
162. ↑  Angelov 2019, tr. xv.
163. ↑  Angelov 2019, tr. 32.
164. ↑  Angelov 2019, tr. 32; Bellinger 1999, tr. 544.
165. ↑  Murata 2021.
166. ↑  Macrides 2007, tr. 148–150.
167. ↑  Macrides 2007, tr. 275.
168. ↑  PLP, Helene (#6000).
169. ↑  Beihammer 2013, tr. 412; Angelov 2019, tr. 128–9.
170. ↑  PLP, Dukas Isaakios (#5691); Palaiologina, Theodora Doukaina Komnene (#21380).
171. ↑  Talbot 1992.
172. 1 2 3  PLP, Palaiologina Anna (#21347) (#21348) (#21349).
173. ↑  PLP, Palaiologina Eirene Komnene Dukaina (#21361).
174. ↑  Nicol 1994, tr. 1010; 48–58.
175. ↑  PLP, Palaiologina Maria Dukaina (#21394).
176. 1 2 3  PLP, Palaiologina Eirene (#21356) (#21357) (#21358).
177. ↑  Nicol 1994, tr. 82–95.
178. ↑  PLP, Kantakuzene Eirene (#10935).
179. ↑  Nicol 1994, tr. 71–81.
180. ↑  PLP, Palaiologina Helene (#21365).
181. ↑  Nicol 1968, tr. 135–137.
182. ↑  PLP, Maria (#16891).
183. ↑  PLP, Palaiologina Helene (#21366).
184. ↑  Garland 1999, tr. 227.
185. ↑  Oikonomides 1977.
186. ↑  PLP, Sophia (#26389).
187. ↑  PLP, Palaiologina, Maria Komnene Kantakuzene (#21397).